# 日本貨物鉄道
日本貨物鉄道株式会社（にっぽんかもつてつどう、英: Japan Freight Railway Company）は、旅客鉄道株式会社及び日本貨物鉄道株式会社に関する法律（JR会社法）に基づき、鉄道貨物輸送事業等を運営する日本の鉄道事業者である。通称および公式の略称はJR貨物（ジェイアールかもつ）で、英語の自社表記としてJRF（またはJR−FREIGHT）を使うこともある。1987年（昭和62年）4月1日の国鉄分割民営化に伴って日本国有鉄道（国鉄）から鉄道事業を引き継いだJRグループの企業の一つで、日本全国規模の貨物輸送を担うため、地域別に設立されたJR旅客6社とともに発足した。全株式を日本国政府が実質的に保有する特殊会社であるが、株式上場による民営化を将来的な目標としている。
貨物列車を日本のほぼ全国で運行する唯一の事業者であり、JRグループ7社のうち日本の主要四島（北海道、本州、四国、九州）すべてで鉄道事業を展開しているのはJR貨物のみである。その路線網は他のJR各社や第三セクター鉄道への乗り入れを含めて75線区（営業キロ7954.6 km）、貨物取扱駅241駅に及ぶ（2021年4月1日時点）。そのほか、遊休地となった操車場跡地を利用しての不動産賃貸業や社宅跡地を利用してのマンション分譲も行っており、不動産デベロッパーとしての側面もある。
コーポレートカラーは「コンテナブルー」（青22号）。四国旅客鉄道（JR四国）以外のJR各社と同様に、ロゴの「鉄」の字は、金を失うという意味を避けるため「金偏に矢」という「鉃」の文字を使って「日本貨物鉃道株式会社」としているが、正式な商号は常用漢字の「鉄」である。社章であるJRグループ共通のJRロゴマークのほか、独自のサービスマーク「JRF」ロゴも使用していたが、知名度が低く、ブランドイメージ統一の一環として2017年以降公式には使用されなくなり、代わりに駅看板や案内板、コンテナなどには通常のJRロゴが使用されている。なお、「JRF」ロゴの色には19A形以降のコンテナに使用されているJRFレッド（ワインレッド）が用いられる場合があった。

## 概説
国鉄のJRグループへの移行に際し、全国6つの会社に分割された旅客事業とは異なり、貨物事業は全国規模での営業を続けることとなり設立された、JR会社法に拠る特殊会社である。北海道旅客鉄道（JR北海道）、四国旅客鉄道（JR四国）と同様、経営基盤が弱いことから、独立行政法人鉄道建設・運輸施設整備支援機構国鉄清算事業本部（発足当初は日本国有鉄道清算事業団）が全株式を保有しており、株式上場の目途は立っていない。JR貨物は、まず黒字を出せる体質にして、経営的に自立することが目標であるという見解を示している。
設立の際、両端が旅客線に接続する貨物線や、旅客化する計画のある路線、廃止が決定している路線はその地域を管轄する旅客鉄道会社が保有することとされ、JR貨物自身が第一種鉄道事業者として保有する路線は必要最小限に抑えられた。2024年4月1日時点ではJR貨物が第一種鉄道事業者として保有する路線は8線区29.1kmである。そのため、JR貨物が列車を運行する路線のほとんどは旅客鉄道会社やJR路線を転換した第三セクター鉄道が保有しており、JR貨物はそれらの会社に線路使用料を払って第二種鉄道事業者として貨物列車を運行している。旅客鉄道会社への線路使用料は「アボイダブルコスト」によって決められており、第三セクター鉄道会社への使用料についても移行前に比べ上昇しているもののその差分について鉄道建設・運輸施設整備支援機構（JRTT）から補填を受けている。
貨物列車の運行については、基本的に自社の乗務員や機関車を使って行っているが、かつては路線によっては旅客鉄道会社の乗務員や機関車で運行する場合もあった。また、逆にJR貨物の乗務員や機関車で旅客列車を運行する場合もあった。旅客鉄道会社の客車をJR貨物の機関車が牽引していた例として、客車時代の夜行急行「ちくま」の名古屋駅 - 長野駅間や、「かいもん」の門司港駅 - 西鹿児島駅間、磐越西線、筑豊本線などがある。関門トンネル区間を含む下関駅 - 門司駅間を走行する機関車牽引旅客列車の運転業務については、JR貨物が九州旅客鉄道（JR九州）から受託しており、2009年までJR九州所属の機関車EF81形400番台2両がJR貨物の門司機関区に常駐していた。夜行寝台列車（ブルートレイン）等の客車による定期旅客列車が消滅した後は、旅客会社が機関車保有を縮小し、臨時旅客列車の牽引が可能な機関車を保有していないケースもあり、THE ROYAL EXPRESSの四国での運行にJR貨物の電気機関車が用いられた等の例もある。
貨物輸送量は、高速道路整備による大型トラックでの貨物輸送の増加や航空機での貨物輸送の増加、さらには国鉄時代の度重なる運賃の値上げやスト権ストをはじめとするストライキによる鉄道貨物への信頼失墜などの影響を受けて、年々減少を続けていた。かつてJR貨物会長を務めた伊藤直彦は、日本において本来鉄道が得意とする500km以上の遠距離輸送においても鉄道貨物が衰退していった理由を幾つか列挙した際、その一つに、このストによる信頼失墜を挙げている。荷主がいったん離れた鉄道貨物の復権は容易ではなく、大阪のある大手メーカーには当時「もう二度と鉄道は使わない」とまで言われたエピソードも残っている。しかし近年は環境への負荷が少ないモーダルシフトや、深刻になっているトラック運転手不足問題から、特に長距離輸送において貨物列車が再評価されている。JR貨物は、東京貨物ターミナル駅などに他社テナントが利用する「レールゲート」を併設するなど、トラックやコンテナ船、航空機を含めた陸海空物流ネットワークの一部を担うことで取扱貨物量や収益を増やす戦略をとっている。他の物流企業、特に内航海運との連携は、鉄道の不通など輸送障害時における代替手段を確保するためにも重要である。
2000年代には、貨物列車の増発や速度向上、IT-FRENS&TRACEシステムの導入、貨物駅のE&S方式への改良、M250系貨物電車の運行など、ソフト面・ハード面の充実でサービスアップを図った。また中国の最大手海運企業である中国遠洋海運集団 (COSCO) と提携を行って、「航空機より安く、コンテナ船より速い」をコンセプトにした国際複合一貫輸送「SEA&RAILサービス」を2006年3月から開始した。
2010年代以降も、業務の効率化・輸送サービス改善のため業務システムの改良や新規システムの開発、IoT技術の導入等を進めたほか、自然災害等による輸送障害を局限するための迂回運行や代行輸送の体制整備、トラックとの接続輸送を促進するための駅施設整備等の対策にも取り組み、トラックドライバー不足によるモーダルシフト需要の取り込みを図っている。
JR貨物が列車を運行しているのは日本国内のみだが、日本政府や国際協力機構（JICA）に協力して外国の鉄道整備・運行に必要な調査や人材育成を支援しているほか、商業ベースで海外貨物鉄道事業への参入を探っており、2021年にはタイ王国首都バンコクに駐在員事務所を設立した。

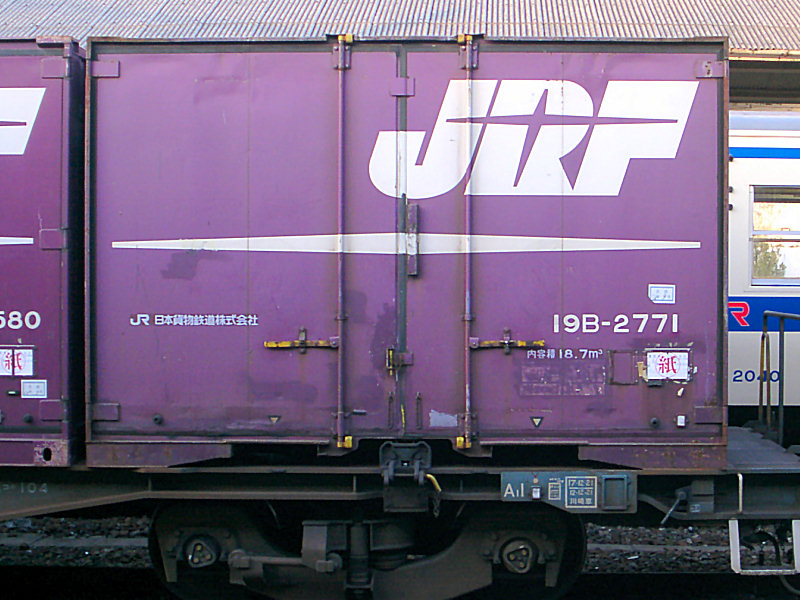
JRFロゴを標記したコンテナ（19B-2771）
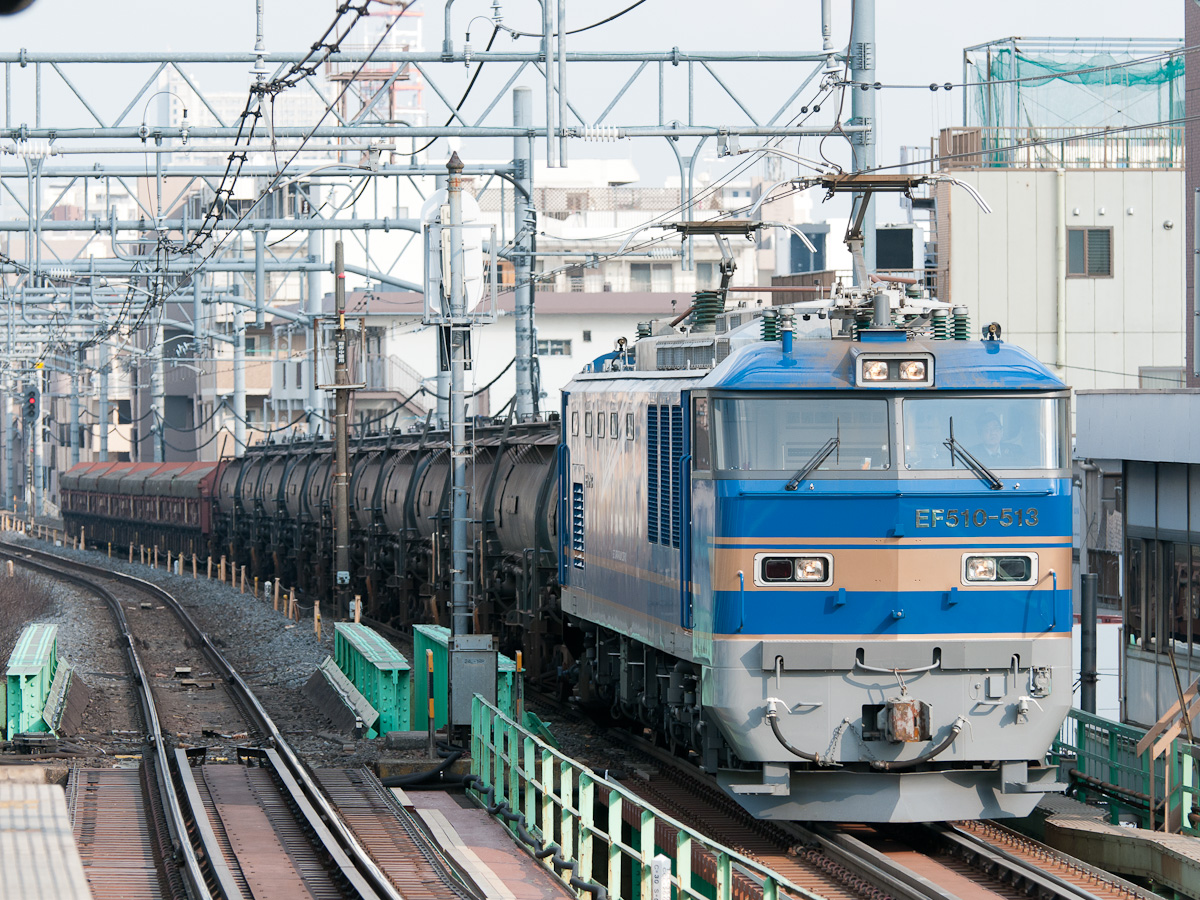
JR東日本の機関車（EF510−513）が牽引する貨物列車

## 事業所
2025年3月28日時点
| 事業所     | 所在地                                                                |
| ---------- | --------------------------------------------------------------------- |
| 本社       | 東京都渋谷区千駄ヶ谷五丁目33番8号 サウスゲート新宿                    |
| 北海道支社 | 北海道札幌市中央区北11条西15丁目1番1号（JR北海道本社屋内）            |
| 東北支社   | 宮城県仙台市青葉区五橋1丁目1番1号 JR東日本東北本部ビル3階             |
| 関東支社   | 東京都品川区東五反田1丁目11番地15号 電波ビル5階                       |
| 東海支社   | 愛知県名古屋市中区錦三丁目1-1 十六銀行名古屋ビル10階                  |
| 関西支社   | 大阪府大阪市北区芝田二丁目4番24号（JR西日本本社屋内）                 |
| 九州支社   | 福岡県北九州市小倉北区室町三丁目2番57号（JR九州北部九州地域本社屋内） |

## 本社組織
2025年3月28日時点
- 監査部
- リスク統括本部
  - コンプライアンス・法務部
  - 危機管理部
- 安全統括本部
  - 安全推進部
  - 安全監査室
  - 電波監理室
- 鉄道ロジスティクス本部
  - 戦略推進部
    - グループ戦略室
    - 電波管理室

  - 営業部
    - 営業開発室
    - 環境事業室
    - 国際営業室

  - コンテナ部
  - 海外事業部
    - バンコク駐在員事務所

  - 総合物流部
  - 運輸部
    - 指令室

  - 車両部
  - 保全管理部
    - 現業機関

- 事業開発本部
  - 開発部
  - 各事業開発支店
- 経営統括本部
  - 経営企画部
  - インフラ整備推進部
  - 業務創造推進部
  - 技術企画部
  - 情報システム部
    - 情報セキュリティ対策室

  - 調達部
  - 財務部
    - 経理センター

  - 人事部
  - 総務部
    - 広報室

  - 中央研修センター

## 歴史
- 1987年（昭和62年）

JRおよび私鉄の輸送キロ推移（旅客/貨物）

  - 4月1日：国鉄分割民営化に伴い、日本貨物鉄道（JR貨物）が発足[2]。JR貨物グループは25社。
  - 9月10日：旅行代理店「エフ・ツーリスト」営業開始[2]。
  - 10月1日：30フィートの鉄道コンテナ輸送開始。
- 1988年（昭和63年）
  - 3月1日：ジェイアールエフ・リース（現在のジェイアールエフ商事）を設立。
  - 3月13日：ダイヤ改正。津軽海峡線が開業。
  - 4月10日：本四備讃線（瀬戸大橋線）が開業[2]。
  - 8月4日：ジェイアールエフ・パトロールズを設立。
  - 10月1日：福岡貨物ターミナル駅と札幌貨物ターミナル駅間を結ぶ「日本海縦貫ライナー」を新設[24]。北海道鉄道荷物（現在の北海道ジェイアール物流）に資本参加。
- 1989年（平成元年）
  - 3月11日：ダイヤ改正。
  - 3月23日：芦別駅（三井芦別鉄道）・赤平駅発送の石炭輸送がこの日限りで終了。これにより、JR貨物の国産炭輸送がすべて廃止された。
  - 4月16日：東京貨物ターミナル駅と横浜本牧駅（神奈川臨海鉄道）間を結ぶ海上コンテナ専用列車が運行開始。
- 1990年（平成2年）
  - 2月21日：中国フレートサービス（現在のジェイアール貨物・山陽ロジスティクス）を設立。
  - 3月10日：ダイヤ改正、26両（1300トン）の長編成コンテナ列車を新設。秋田貨物駅や新潟貨物ターミナル駅が整備された。
- 1991年（平成3年）
  - 3月16日：ダイヤ改正。
- 1992年（平成4年）
  - 3月3日：タンクローリーを輸送するピギーバック輸送を開始。
  - 3月14日：ダイヤ改正。
  - 7月1日：EF200形電気機関車が営業運転開始[2]。
  - 11月26日：敦賀ターミナルを設立。
- 1993年（平成5年）
  - 3月10日：DF200形ディーゼル機関車が営業運転開始[2]。
  - 3月18日：ダイヤ改正。
  - 4月19日：サービスマーク「JRF」を制定。
  - 10月29日：オー・エル・エスを設立[2]。
- 1994年（平成6年）
  - 11月10日：山陽フレートサービス（現在のジェイアール貨物・山陽ロジスティクス）を設立。
  - 12月3日：ダイヤ改正。
  - 12月9日：ジェイアールエフ・エンジニアリングを設立。
  - 12月21日：ジェイアール貨物・不動産開発を設立。
- 1995年（平成7年）
  - 2月14日：東北フレートサービス（現在のジェイアール貨物・東北ロジスティクス）を設立。
  - 3月6日：カーラックコンテナで自動車を輸送するカーラックシステムが営業開始[2]。
  - 10月6日：クリーンかわさき号運行開始。
- 1996年（平成8年）
  - 3月16日：ダイヤ改正[2]。タキ1000形を使用した高速石油輸送列車を新設、一部区間のコンテナ輸送をトラック輸送で代行する自動車代行駅制度を開始。
  - 4月3日：ジェイアールエフ・ホテルを設立[25]。
  - 12月25日：国際鉄道システムを設立。
- 1997年（平成9年）
  - 3月22日：ダイヤ改正。車扱貨物輸送が削減され、飯田町駅も休止された。
  - 12月5日：EF210形電気機関車が営業運転開始。
- 1998年（平成10年）
  - 2月1日：「ホテルメッツ田端」が営業開始[2]。
  - 7月6日：ジェイアール貨物・リサーチセンターを設立。
  - 10月3日：ダイヤ改正[2]。
- 1999年（平成11年）JR貨物 旧本社（大和ハウス東京ビル、東京都千代田区飯田橋3-13-1）

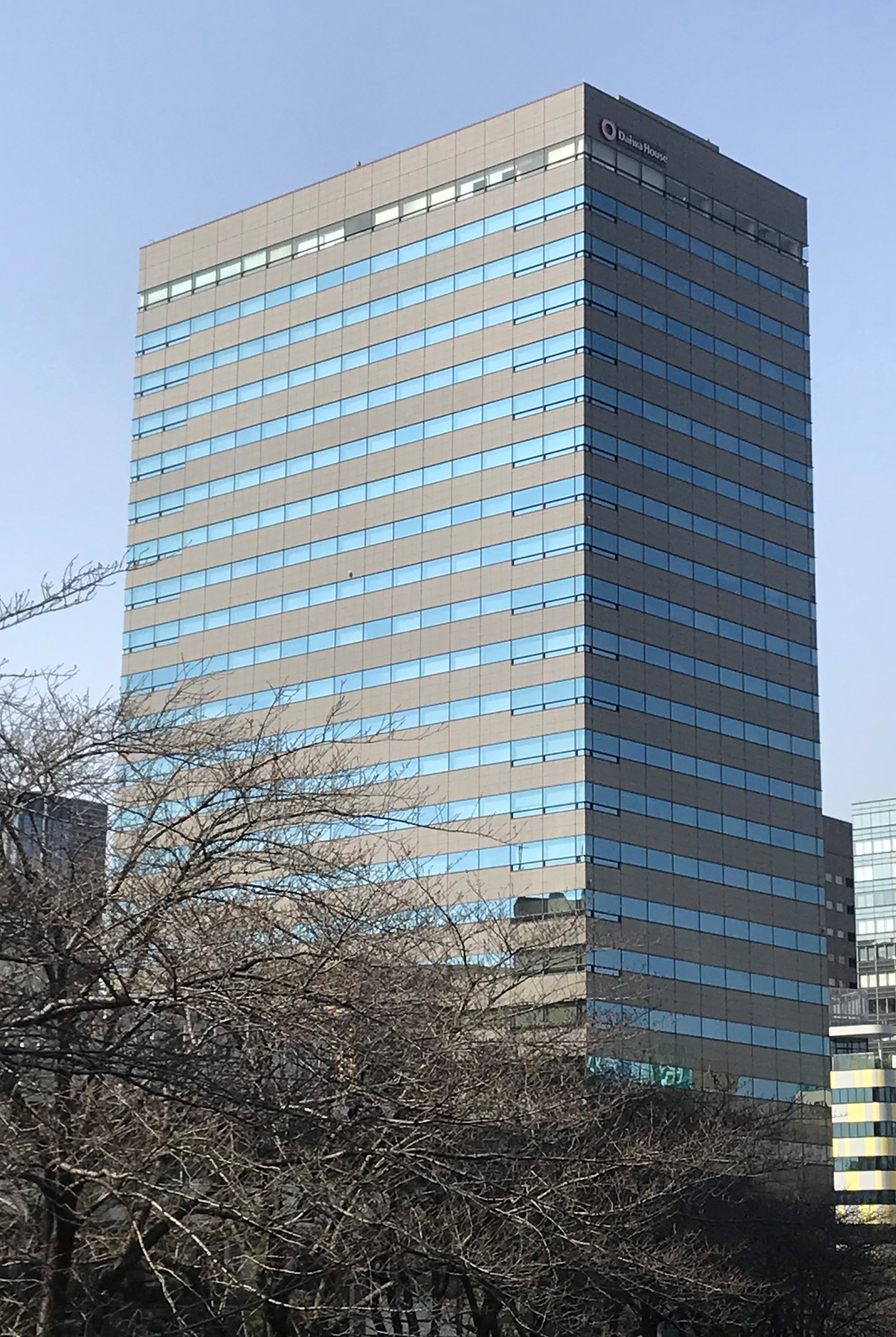
JR貨物 旧本社（大和ハウス東京ビル、東京都千代田区飯田橋3-13-1）

  - 5月31日：本社ビルが飯田町駅跡地に移転[26]。
  - 7月16日：ダイヤ改正、北海道 - 本州間で輸送改善。
- 2000年（平成12年）
  - 3月11日：ダイヤ改正[26]。
  - 3月31日：この日限りでピギーバック輸送を終了。国鉄時代の1986年11月から続いたピギーバック輸送が全廃された。
  - 10月10日：初のオフレールステーションである羽生オフレールステーションが開業。
  - 12月2日：ダイヤ改正、武蔵野線東部および京葉線で貨物列車の運行を開始[2]。
- 2002年（平成14年）
  - 3月23日：ダイヤ改正、北九州貨物ターミナル駅が開業。
- 2003年（平成15年）
  - 10月1日：ダイヤ改正。
  - 12月1日：神戸貨物ターミナル駅が開業。
- 2004年（平成16年）
  - 3月13日：ダイヤ改正、鹿児島貨物ターミナル駅が開業。M250系電車「スーパーレールカーゴ」運転開始。
- 2005年（平成17年）
  - 3月1日：ダイヤ改正[27]。
- 2006年（平成18年）
  - 3月18日：ダイヤ改正、鳥栖貨物ターミナル駅が開業。
  - 4月1日：定期貨物列車の発着がない32駅を一斉に廃止。
  - 10月17日： 社歌『春夏秋冬』を制定[28]。
  - 11月15日：「TOYOTA LONGPASS EXPRESS」運行開始。
- 2007年（平成19年）
  - 3月18日：ダイヤ改正[29]。
- 2008年（平成20年）
  - 3月：GPSを使用した運転支援システムを導入。
  - 3月15日：ダイヤ改正。
  - 3月27日：国鉄労働組合（国労）との昇進、配転、手当等を巡る労使紛争について中央労働委員会で和解が成立。
- 2009年（平成21年）
  - 3月14日：ダイヤ改正。
  - 11月：鉄道コンテナ輸送50周年記念イベント開催。
- 2011年（平成23年）2011年2月から2025年６月までJR貨物本社が入居していたサウスゲート新宿（東京都渋谷区千駄ヶ谷）

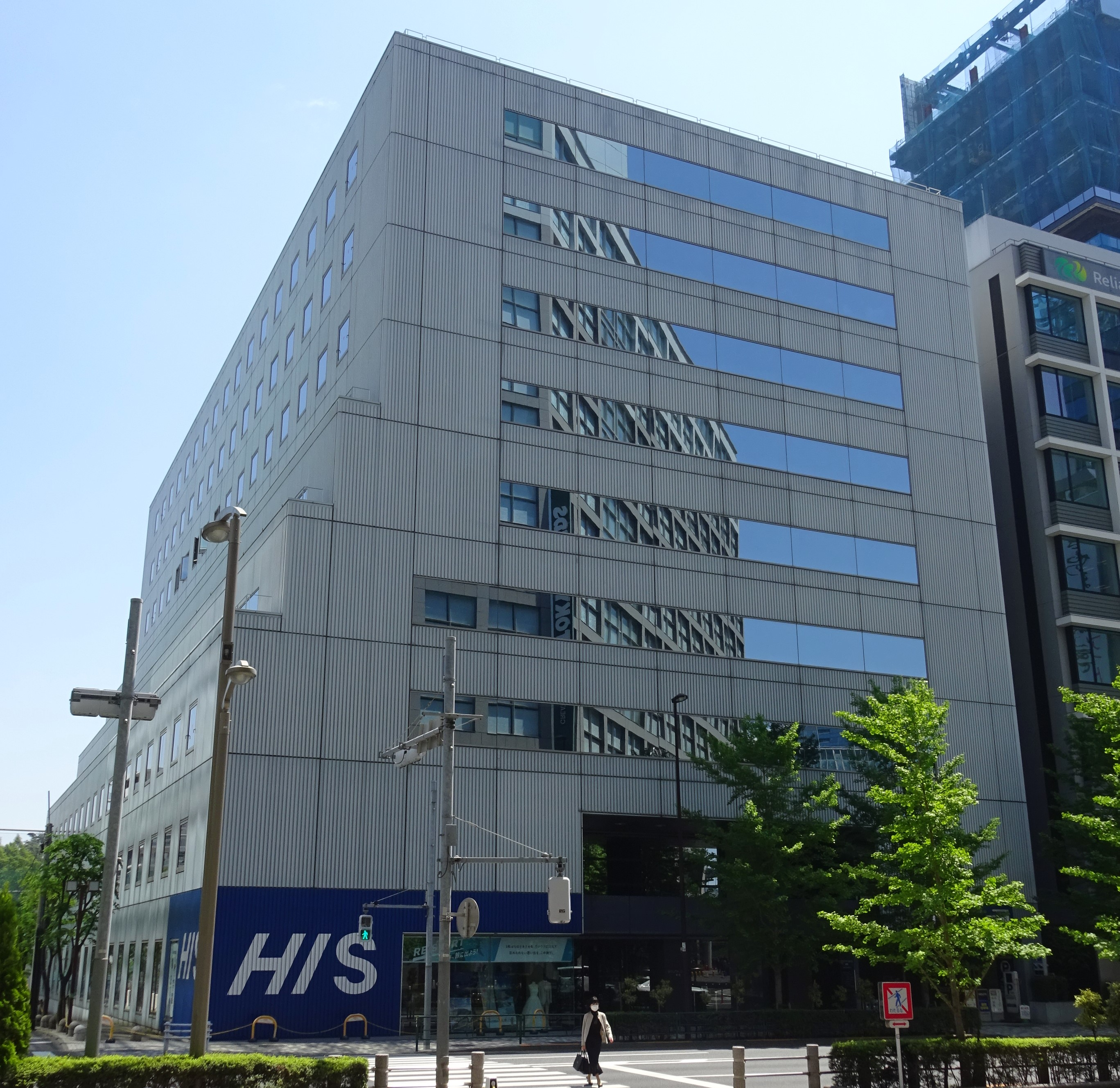
2011年2月から2025年６月までJR貨物本社が入居していたサウスゲート新宿（東京都渋谷区千駄ヶ谷）

  - 2月14日：本社が飯田橋から千駄ヶ谷へ移転。
  - 3月12日：ダイヤ改正。全国8駅で駅名改称（釧路貨物駅、帯広貨物駅、苫小牧貨物駅、函館貨物駅、仙台貨物ターミナル駅、田端信号場駅、新小岩信号場駅、京都貨物駅）。
  - 3月18日 : 11日の東日本大震災発生に伴い東北本線が不通となったため、JR他社と連携し[注 3]、東北本線が復旧するまで、緊急石油輸送列車を日本海縦貫線や25日からは磐越西線経由の2ルートで運行[30]。
- 2012年（平成24年）
  - 3月17日：ダイヤ改正。岳南鉄道（現・岳南電車）への紙輸送から撤退、ワム80000形式の運行も終了した。
- 2013年（平成25年）
  - 3月16日：ダイヤ改正。吹田貨物ターミナル駅が開業。百済駅を百済貨物ターミナル駅に改称。
  - 4月1日：梅田駅が廃止される。
- 2014年（平成26年）
  - 3月15日：ダイヤ改正。
- 2016年（平成28年）
  - 3月16日：子会社の日本フレートライナーがジェイアール貨物・インターナショナルを吸収合併[3]。
  - 4月1日：子会社のジェイアール貨物・山陽ロジスティクスがジェイアール貨物・関西ロジスティクスを吸収合併し、ジェイアール貨物・西日本ロジスティクに改称。
- 2018年（平成30年）
  - 1月1日：子会社の日本オイルターミナルがオー・エル・エスを吸収合併。
- 2019年（平成31年）
  - 4月1日：北陸線貨物支線（敦賀港線）敦賀駅 - 敦賀港駅間が廃止[31]。
- 2023年（令和5年）
  - 5月：子会社の秋田臨海鉄道株式会社が解散。
- 2022年（令和4年）
  - 3月：公募社債「グリーンボンド」発行。
  - 5月：札幌貨物ターミナル駅構内に大和ハウス工業株式会社との共同事業によるマルチテナント型物流施設「DPL札幌レールゲート」竣工。
  - 7月：東京貨物ターミナル駅構内にマルチテナント型大型物流施設「東京レールゲートEAST」竣工。
- 2024年（令和6年）
  - 2月：トラック自動運転による幹線輸送サービス開発企業のT2への資本参加を発表[32]。
  - 6月5日：センコーグループとJR貨物が共同所有するばら積み・コンテナ船「扇望丸」進水式[33]。災害代行輸送に備えたもので、コンテナ（12 ft）を最大80個積載可能[33][注 4]。
  - 7月5日：佐川急便を中核とするSGホールディングスと、相互の経営資源を活用するための基本合意書を締結[39]。
  - 9月：10日、車両の車輪を車軸に取り付ける圧入作業時の検査データについて3車両所でデータ改竄があったことを公表し[40]圧入力値が基準値を超過していた機関車4両・貨車560両の運用を停止。11日にはデータ改竄が確認された3車両所に国土交通省が立ち入り検査を行ったほか[41]、不正の確認から漏れている車両があることが判明したことから全貨物列車の運行を停止して緊急点検を実施。点検の結果、新たに貨車67両に不正が判明し、また、機関車1両が不正車両数から漏れていたと12日に発表[42]。
  - 10月31日：輪軸組立作業での不正に関連し、国土交通省から鉄道事業法に基づく事業改善命令を受ける[43]。
- 2025年（令和7年）
  - 6月：T2及び日本通運との共同により、北海道 - 関西間で、鉄道と自動運転トラックの連携輸送の実証を実施[44][注 5]。
  - 6月30日：本社を渋谷区千駄ヶ谷から港区港南に移転[45]。
  - 7月：T2・東罐ロジテック（東洋製罐グループ企業）及び全国通運との共同により、関東 - 九州間で、鉄道と自動運転トラックの連携による往復輸送の実証を開始[46][注 6] 。

## 歴代社長
| 代数  | 氏名     | 在任期間        | 出身母体                    | 出身校                                          |
| ----- | -------- | --------------- | --------------------------- | ----------------------------------------------- |
| 初代  | 橋元雅司 | 1987年 - 1993年 | 国鉄                        | 東京大学経済学部                                |
| 第2代 | 棚橋泰   | 1993年 - 1997年 | 運輸省                      | 東京大学教養学部                                |
| 第3代 | 金田好生 | 1997年 - 1999年 | 運輸省                      | 東京大学法学部                                  |
| 第4代 | 伊藤直彦 | 1999年 - 2007年 | 国鉄                        | 東京大学法学部 / ワシントン州立大学経営学大学院 |
| 第5代 | 小林正明 | 2007年 - 2012年 | 国鉄                        | 東京大学法学部                                  |
| 第6代 | 田村修二 | 2012年 - 2018年 | 国鉄                        | 東京大学法学部                                  |
| 第7代 | 真貝康一 | 2018年 - 2022年 | 興銀→みずほコーポレート銀行 | 東京大学法学部                                  |
| 第8代 | 犬飼新   | 2022年 -        | JR貨物                      | 早稲田大学教育学部                              |

## 社歌
社歌は会社発足20周年を記念して2006年に制定された『春夏秋冬』である。歌詞は社内公募で選ばれたものに三浦徳子が補作。作曲と編曲は服部隆之が行った。
俳優の山本耕史が歌う非売品のCDが存在するほか、2017年3月29日にキングレコードから発売された『JNR to JR〜国鉄民営化30周年記念トリビュート・アルバム』で廣田あいか（私立恵比寿中学・当時）がカバーした。
2019年には日本経済新聞社が主催する社歌コンテストである「NIKKEI 全国社歌コンテスト」で「心に残る音楽賞」を受賞した。

## 路線

### 営業路線
2024年4月1日時点
- 営業線区：75線区（うち第一種鉄道事業：8区間）
- 営業キロ：7805.5 km（うち第一種鉄道事業：29.1 km）

#### 第一種鉄道事業路線
| 管轄     | 路線名   | 区間                                        | 営業キロ | 備考                          |
| -------- | -------- | ------------------------------------------- | -------- | ----------------------------- |
| 東北支社 | 奥羽線   | 土崎駅 - 秋田港駅                           | 1.8 km   |                               |
| 東北支社 | 仙石線   | 陸前山下駅 - 石巻港駅                       | 1.8 km   |                               |
| 関東支社 | 羽越線   | 酒田駅 - 酒田港駅                           | 2.7 km   |                               |
| 関東支社 | 信越線   | 上沼垂信号場 - 東新潟港駅                   | 3.8 km   | 焼島駅 − 東新潟港駅間は休止中 |
| 東海支社 | 関西線   | 四日市駅 - 塩浜駅                           | 3.3 km   |                               |
| 関西支社 | 新湊線   | 能町駅 - 高岡貨物駅                         | 1.9 km   |                               |
| 関西支社 | 東海道線 | 吹田貨物ターミナル駅 - 大阪貨物ターミナル駅 | 8.7 km   |                               |
| 関西支社 | 関西線   | 平野駅 - 百済貨物ターミナル駅               | 1.4 km   |                               |
| 九州支社 | 鹿児島線 | 香椎駅 - 福岡貨物ターミナル駅               | 3.7 km   |                               |

#### 第二種鉄道事業路線
| 管轄       | 路線名               | 区間                                                     | 営業キロ | 第一種鉄道事業者   | 第三種鉄道事業者 | 備考                                                                                                   |
| ---------- | -------------------- | -------------------------------------------------------- | -------- | ------------------ | ---------------- | --- |
| 北海道支社 | 海峡線               | 中小国駅 - 木古内駅                                      | 87.8 km  | 北海道旅客鉄道     | なし             | |
| 北海道支社 | 石勝線               | 南千歳駅 - 上落合信号場                                  | 108.3 km | 北海道旅客鉄道     | なし             | |
| 北海道支社 | 石北線               | 新旭川駅 - 北見駅                                        | 181.0 km | 北海道旅客鉄道     | なし             | |
| 北海道支社 | 宗谷線               | 旭川駅 - 名寄駅                                          | 76.2 km  | 北海道旅客鉄道     | なし             | |
| 北海道支社 | 千歳線               | 沼ノ端駅 - 白石駅                                        | 56.6 km  | 北海道旅客鉄道     | なし             | |
| 北海道支社 | 根室線               | 滝川駅 - 富良野駅                                        | 54.6 km  | 北海道旅客鉄道     | なし             | |
| 北海道支社 | 根室線               | 新得駅 - 釧路駅                                          | 172.1 km | 北海道旅客鉄道     | なし             | 釧路貨物駅 - 釧路駅間 (2.7 km) は事業許可のみ保有                                                      |
| 北海道支社 | 函館線               | 函館貨物駅 - 長万部駅                                    | 108.9 km | 北海道旅客鉄道     | なし             | |
| 北海道支社 | 函館線               | 苗穂駅 - 旭川駅                                          | 134.9 km | 北海道旅客鉄道     | なし             | |
| 北海道支社 | 函館線               | 大沼駅 - 森駅                                            | 35.3 km  | 北海道旅客鉄道     | なし             | 砂原支線                                                                                               |
| 北海道支社 | 室蘭線               | 長万部駅 - 岩見沢駅                                      | 211.0 km | 北海道旅客鉄道     | なし             | |
| 北海道支社 | [ 注 7 ]             | 上落合信号場 - 新得駅                                    | 24.1 km  | 北海道旅客鉄道     | なし             | |
| 北海道支社 | 道南いさりび鉄道線   | 函館貨物駅 - 木古内駅                                    | 37.8 km  | 道南いさりび鉄道   | なし             | |
| 東北支社   | 石巻線               | 小牛田駅 - 石巻駅                                        | 27.9 km  | 東日本旅客鉄道     | なし             | |
| 東北支社   | 羽越線               | 酒田駅 - 秋田駅                                          | 98.4 km  | 東日本旅客鉄道     | なし             | 新津駅 - 酒田駅間 (166.9 km) は関東支社管轄                                                            |
| 東北支社   | 奥羽線               | 横手駅 - 青森駅                                          | 256.2 km | 東日本旅客鉄道     | なし             | |
| 東北支社   | 奥羽線               | 新青森駅 - 青森信号場                                    | 4.8 km   | 東日本旅客鉄道     | なし             | 第一種鉄道事業者のキロ数設定なし                                                                       |
| 東北支社   | 北上線               | 北上駅 - 横手駅                                          | 61.1 km  | 東日本旅客鉄道     | なし             | |
| 東北支社   | 常磐線               | 坂元駅 - 岩沼駅                                          | 22.6 km  | 東日本旅客鉄道     | なし             | 三河島駅 - 坂元駅間 (319.9 km) は関東支社の管轄 東日本大震災以降は定期貨物列車運行なし                 |
| 東北支社   | 仙石線               | 陸前山下駅 - 石巻駅                                      | 1.4 km   | 東日本旅客鉄道     | なし             | |
| 東北支社   | 津軽線               | 青森駅 - 中小国駅                                        | 31.4 km  | 東日本旅客鉄道     | なし             | |
| 東北支社   | 東北線               | 白坂駅 - 盛岡駅                                          | 353.3 km | 東日本旅客鉄道     | なし             | 田端駅 - 白坂駅間 (174.9 km) は関東支社の管轄                                                          |
| 東北支社   | 東北線               | 長町駅 - 仙台貨物ターミナル駅 - 東仙台駅                 | 6.6 km   | 東日本旅客鉄道     | なし             | |
| 東北支社   | 八戸線               | 八戸駅 - 本八戸駅                                        | 5.5 km   | 東日本旅客鉄道     | なし             | |
| 東北支社   | 磐越西線             | 郡山駅 - 喜多方駅                                        | 81.2 km  | 東日本旅客鉄道     | なし             | 喜多方駅 - 新津駅間 (94.4 km) は関東支社の管轄                                                         |
| 東北支社   | 青い森鉄道線         | 目時駅 - 青森駅                                          | 121.9 km | なし               | 青森県           | |
| 東北支社   | いわて銀河鉄道線     | 盛岡駅 - 目時駅                                          | 82.0 km  | IGRいわて銀河鉄道  | なし             | |
| 関東支社   | 伊東線               | 熱海駅 - 伊東駅                                          | 16.9 km  | 東日本旅客鉄道     | なし             | |
| 関東支社   | 羽越線               | 新津駅 - 酒田駅                                          | 166.9 km | 東日本旅客鉄道     | なし             | 酒田駅 - 秋田駅 (104.8 km) は東北支社の管轄                                                            |
| 関東支社   | 青梅線               | 立川駅 - 拝島駅                                          | 6.9 km   | 東日本旅客鉄道     | なし             | |
| 関東支社   | 鹿島線               | 香取駅 - 鹿島サッカースタジアム駅                        | 17.4 km  | 東日本旅客鉄道     | なし             | |
| 関東支社   | 京葉線               | 蘇我駅 - 西船橋駅                                        | 22.4 km  | 東日本旅客鉄道     | なし             | |
| 関東支社   | 相模線               | 茅ケ崎駅 - 厚木駅                                        | 14.2 km  | 東日本旅客鉄道     | なし             | |
| 関東支社   | 篠ノ井線             | 篠ノ井駅 - 塩尻駅                                        | 66.7 km  | 東日本旅客鉄道     | なし             | |
| 関東支社   | 上越線               | 高崎駅 - 宮内駅                                          | 162.6 km | 東日本旅客鉄道     | なし             | |
| 関東支社   | 常磐線               | 三河島駅 - 坂元駅                                        | 319.9 km | 東日本旅客鉄道     | なし             | 坂元駅 - 岩沼駅間 (22.6 km) は東北支社の管轄 泉駅 - 坂元駅間は、東日本大震災以降は定期貨物列車運行なし |
| 関東支社   | 常磐線               | 三河島駅 - 隅田川駅 - 南千住駅                           | 5.7 km   | 東日本旅客鉄道     | なし             | |
| 関東支社   | 常磐線               | 三河島駅 - 田端駅                                        | 1.6 km   | 東日本旅客鉄道     | なし             | |
| 関東支社   | 信越線               | 高崎駅 - 安中駅                                          | 10.6 km  | 東日本旅客鉄道     | なし             | |
| 関東支社   | 信越線               | 篠ノ井駅 - 長野駅                                        | 9.3 km   | 東日本旅客鉄道     | なし             | |
| 関東支社   | 信越線               | 直江津駅 - 上沼垂信号場                                  | 134.4 km | 東日本旅客鉄道     | なし             | |
| 関東支社   | 信越線               | 越後石山駅 - 新潟貨物ターミナル駅                        | 2.4 km   | 東日本旅客鉄道     | なし             | |
| 関東支社   | 総武線               | 新小岩信号場駅 - 佐倉駅                                  | 44.8 km  | 東日本旅客鉄道     | なし             | |
| 関東支社   | 総武線               | 新小岩信号場駅 - 越中島貨物駅                            | 9.4 km   | 東日本旅客鉄道     | なし             | |
| 関東支社   | 総武線               | 新小岩信号場駅 - 金町駅                                  | 6.6 km   | 東日本旅客鉄道     | なし             | |
| 関東支社   | 外房線               | 千葉駅 - 蘇我駅                                          | 3.8 km   | 東日本旅客鉄道     | なし             | |
| 関東支社   | 高崎線               | 大宮駅 - 高崎駅                                          | 74.7 km  | 東日本旅客鉄道     | なし             | |
| 関東支社   | 中央線               | 新宿駅 - 塩尻駅                                          | 211.8 km | 東日本旅客鉄道     | なし             | |
| 関東支社   | 中央線               | 岡谷駅 - 辰野駅 - 塩尻駅                                 | 27.7 km  | 東日本旅客鉄道     | なし             | |
| 関東支社   | 鶴見線               | 浅野駅 - 扇町駅                                          | 4.0 km   | 東日本旅客鉄道     | なし             | |
| 関東支社   | 鶴見線               | 浅野駅 - 新芝浦駅                                        | 0.9 km   | 東日本旅客鉄道     | なし             | |
| 関東支社   | 鶴見線               | 武蔵白石駅 - 大川駅                                      | 1.0 km   | 東日本旅客鉄道     | なし             | |
| 関東支社   | 東海道線             | 品川駅 - 熱海駅                                          | 97.8 km  | 東日本旅客鉄道     | なし             | |
| 関東支社   | 東海道線             | 品川駅 - 新鶴見信号場                                    | 13.9 km  | 東日本旅客鉄道     | なし             | |
| 関東支社   | 東海道線             | 東京貨物ターミナル駅 - 浜川崎駅                          | 12.9 km  | 東日本旅客鉄道     | なし             | |
| 関東支社   | 東海道線             | 鶴見駅 - 横浜羽沢駅 - 東戸塚駅                           | 16.0 km  | 東日本旅客鉄道     | なし             | |
| 関東支社   | 東海道線             | 鶴見駅 - 八丁畷駅                                        | 2.3 km   | 東日本旅客鉄道     | なし             | |
| 関東支社   | 東海道線             | 鶴見駅 - 東高島駅 - 桜木町駅                             | 8.5 km   | 東日本旅客鉄道     | なし             | |
| 関東支社   | 東北線               | 田端駅 - 白坂駅                                          | 174.9 km | 東日本旅客鉄道     | なし             | 白坂駅 - 盛岡駅間 (353.3 km) は東北支社の管轄                                                          |
| 関東支社   | 成田線               | 佐倉駅 - 香取駅                                          | 43.6 km  | 東日本旅客鉄道     | なし             | |
| 関東支社   | 南武線               | 尻手駅 - 立川駅                                          | 33.8 km  | 東日本旅客鉄道     | なし             | |
| 関東支社   | 南武線               | 尻手駅 - 浜川崎駅                                        | 4.1 km   | 東日本旅客鉄道     | なし             | |
| 関東支社   | 南武線               | 尻手駅 - 新鶴見信号場                                    | 1.5 km   | 東日本旅客鉄道     | なし             | |
| 関東支社   | 根岸線               | 桜木町駅 - 大船駅                                        | 20.1 km  | 東日本旅客鉄道     | なし             | |
| 関東支社   | 白新線               | 上沼垂信号場 - 新発田駅                                  | 25.4 km  | 東日本旅客鉄道     | なし             | |
| 関東支社   | 磐越西線             | 喜多方駅 - 新津駅                                        | 94.4 km  | 東日本旅客鉄道     | なし             | 郡山駅 - 喜多方駅間 (81.2 km) は東北支社の管轄                                                         |
| 関東支社   | 水戸線               | 小山駅 - 友部駅                                          | 50.2 km  | 東日本旅客鉄道     | なし             | |
| 関東支社   | 武蔵野線             | 鶴見駅 - 南流山駅                                        | 84.2 km  | 東日本旅客鉄道     | なし             | |
| 関東支社   | 武蔵野線             | 新小平駅 - 国立駅                                        | 5.0 km   | 東日本旅客鉄道     | なし             | 第一種鉄道事業者のキロ数設定なし                                                                       |
| 関東支社   | 武蔵野線             | 西浦和駅 - 与野駅                                        | 4.9 km   | 東日本旅客鉄道     | なし             | |
| 関東支社   | 武蔵野線             | 南流山駅 - 北小金駅                                      | 2.9 km   | 東日本旅客鉄道     | なし             | 第一種鉄道事業者のキロ数設定なし                                                                       |
| 関東支社   | 武蔵野線             | 南流山駅 - 馬橋駅                                        | 3.7 km   | 東日本旅客鉄道     | なし             | 第一種鉄道事業者のキロ数設定なし                                                                       |
| 関東支社   | 武蔵野線             | 南流山駅 - 西船橋駅                                      | 16.4 km  | 東日本旅客鉄道     | なし             | |
| 関東支社   | 山手線               | 品川駅 - 田端駅                                          | 20.6 km  | 東日本旅客鉄道     | なし             | |
| 関東支社   | 横須賀線             | 大船駅 - 逗子駅                                          | 8.4 km   | 東日本旅客鉄道     | なし             | |
| 関東支社   | 横浜線               | 長津田駅 - 八王子駅                                      | 24.7 km  | 東日本旅客鉄道     | なし             | |
| 関東支社   | 北しなの線           | 長野駅 - 妙高高原駅                                      | 37.3 km  | しなの鉄道         | なし             | |
| 関東支社   | しなの鉄道線         | 西上田駅 - 篠ノ井駅                                      | 20.7 km  | しなの鉄道         | なし             | |
| 関東支社   | 妙高はねうまライン   | 妙高高原駅 - 直江津駅                                    | 37.7 km  | えちごトキめき鉄道 | なし             | |
| 東海支社   | 飯田線               | 豊橋駅 - 豊川駅                                          | 8.7 km   | 東海旅客鉄道       | なし             | |
| 東海支社   | 飯田線               | 元善光寺駅 - 辰野駅                                      | 61.9 km  | 東海旅客鉄道       | なし             | |
| 東海支社   | 関西線               | 名古屋駅 - 亀山駅                                        | 59.9 km  | 東海旅客鉄道       | なし             | 四日市駅 - 亀山駅間 (22.7 km) は事業許可のみ保有                                                       |
| 東海支社   | 御殿場線             | 国府津駅 - 沼津駅                                        | 60.2 km  | 東海旅客鉄道       | なし             | |
| 東海支社   | 武豊線               | 大府駅 - 東成岩駅                                        | 16.3 km  | 東海旅客鉄道       | なし             | |
| 東海支社   | 中央線               | 塩尻駅 - 名古屋駅                                        | 174.8 km | 東海旅客鉄道       | なし             | |
| 東海支社   | 東海道線             | 熱海駅 - 米原駅                                          | 341.3 km | 東海旅客鉄道       | なし             | |
| 東海支社   | 東海道線             | 南荒尾信号場 - 美濃赤坂駅                                | 1.9 km   | 東海旅客鉄道       | なし             | |
| 東海支社   | 西名古屋港線         | 名古屋駅 - 名古屋貨物ターミナル駅                        | 5.1 km   | 名古屋臨海高速鉄道 | なし             | |
| 関西支社   | 赤穂線               | 相生駅 - 東岡山駅                                        | 57.4 km  | 西日本旅客鉄道     | なし             | |
| 関西支社   | 宇野線               | 岡山駅 - 茶屋町駅                                        | 14.9 km  | 西日本旅客鉄道     | なし             | |
| 関西支社   | 大阪環状線           | 福島駅 - 西九条駅                                        | 2.6 km   | 西日本旅客鉄道     | なし             | |
| 関西支社   | 片町線               | 徳庵駅 - 放出駅                                          | 1.8 km   | 西日本旅客鉄道     | なし             | |
| 関西支社   | 片町線               | 正覚寺信号場 - 平野駅                                    | 1.5 km   | 西日本旅客鉄道     | なし             | |
| 関西支社   | 片町線               | 神崎川信号場 - 吹田貨物ターミナル駅                      | 3.7 km   | 西日本旅客鉄道     | なし             | |
| 関西支社   | 湖西線               | 山科駅 - 近江塩津駅                                      | 74.1 km  | 西日本旅客鉄道     | なし             | |
| 関西支社   | 桜島線               | 西九条駅 - 安治川口駅                                    | 2.4 km   | 西日本旅客鉄道     | なし             | |
| 関西支社   | 山陽線               | 神戸駅 - 下関駅                                          | 528.1 km | 西日本旅客鉄道     | なし             | |
| 関西支社   | 高山線               | 猪谷駅 - 富山駅                                          | 36.6 km  | 西日本旅客鉄道     | なし             | 猪谷駅 - 速星駅間 (28.7 km) は事業許可のみ保有                                                         |
| 関西支社   | 東海道線             | 米原駅 - 神戸駅                                          | 139.0 km | 西日本旅客鉄道     | なし             | 吹田貨物ターミナル駅 - 宮原操車場 - 尼崎駅間 (12.2 km) の北方貨物線経由                                |
| 関西支社   | 東海道線             | 吹田貨物ターミナル駅 - 大阪駅（うめきたエリア） - 福島駅 | 10.0 km  | 西日本旅客鉄道     | なし             | 梅田貨物線 新大阪駅 - 福島駅間には第一種鉄道事業者のキロ数設定なし                                     |
| 関西支社   | 伯備線               | 倉敷駅 - 伯耆大山駅                                      | 138.4 km | 西日本旅客鉄道     | なし             | |
| 関西支社   | 氷見線               | 高岡駅 - 伏木駅                                          | 7.3 km   | 西日本旅客鉄道     | なし             | |
| 関西支社   | 北陸線               | 米原駅 - 敦賀駅                                          | 45.9 km  | 西日本旅客鉄道     | なし             | |
| 関西支社   | 本四備讃線           | 茶屋町駅 - 児島駅                                        | 12.9 km  | 西日本旅客鉄道     | なし             | |
| 関西支社   | 本四備讃線           | 児島駅 - 宇多津駅                                        | 18.1 km  | 四国旅客鉄道       | なし             | |
| 関西支社   | 予讃線               | 高松駅 - 松山貨物駅                                      | 200.3 km | 四国旅客鉄道       | なし             | |
| 関西支社   | おおさか東線         | 神崎川信号場 - 正覚寺信号場                              | 15.4 km  | なし               | 大阪外環状鉄道   | |
| 関西支社   | ハピラインふくい線   | 敦賀駅 - 大聖寺駅                                        | 84.9 km  | ハピラインふくい   | なし             | |
| 関西支社   | IRいしかわ鉄道線     | 大聖寺駅 - 倶利伽羅駅                                    | 64.2 km  | IRいしかわ鉄道     | なし             | |
| 関西支社   | あいの風とやま鉄道線 | 倶利伽羅駅 - 市振駅                                      | 100.1 km | あいの風とやま鉄道 | なし             | |
| 関西支社   | 日本海ひすいライン   | 市振駅 - 直江津駅                                        | 59.3 km  | えちごトキめき鉄道 | なし             | |
| 九州支社   | 鹿児島線             | 門司港駅 - 八代駅                                        | 232.3 km | 九州旅客鉄道       | なし             | |
| 九州支社   | 鹿児島線             | 川内駅 - 鹿児島貨物ターミナル駅                          | 49.3 km  | 九州旅客鉄道       | なし             | |
| 九州支社   | 山陽線               | 下関駅 - 北九州貨物ターミナル駅                          | 6.3 km   | 九州旅客鉄道       | なし             | |
| 九州支社   | 長崎線               | 鳥栖駅 - 鍋島駅                                          | 28.0 km  | 九州旅客鉄道       | なし             | |
| 九州支社   | 日豊線               | 小倉駅 - 佐土原駅                                        | 326.7 km | 九州旅客鉄道       | なし             | |
| 九州支社   | 肥薩おれんじ鉄道線   | 八代駅 - 川内駅                                          | 116.9 km | 肥薩おれんじ鉄道   | なし             | |

### 廃止路線

#### 第一種鉄道事業路線
| 管轄       | 路線名     | 区間                            | 営業キロ | 廃止年月日    | 備考                   |
| ---------- | ---------- | ------------------------------- | -------- | ------------- | ---------------------- |
| 北海道支社 | 根室線     | 釧路駅 - 浜釧路駅               | 3.8 km   | 1989年8月1日  | 貨物支線               |
| 東北支社   | 男鹿線     | 男鹿駅 - 船川港駅               | 1.8 km   | 2002年1月1日  | 貨物支線               |
| 東北支社   | 塩釜線     | 陸前山王駅 - 塩釜埠頭駅         | 4.9 km   | 1997年4月1日  |                        |
| 東北支社   | 仙石線     | 石巻港駅 - 石巻埠頭駅           | 2.9 km   | 1999年11月1日 | 貨物支線               |
| 関東支社   | 東北線     | 田端信号場駅 - 北王子駅         | 4.0 km   | 2014年7月1日  | 貨物支線（北王子線）   |
| 関東支社   | 信越線     | 上沼垂信号場 - 沼垂駅           | 1.8 km   | 2010年3月25日 | 貨物支線               |
| 東海支社   | 東海道線   | 山王信号場 - 名古屋港駅         | 6.2 km   | 2024年4月1日  | 貨物支線（名古屋港線） |
| 関西支社   | 東海道線   | 東灘信号場 - 神戸港駅           | 3.4 km   | 2003年12月1日 | 貨物支線（神戸臨港線） |
| 関西支社   | 北陸線     | 敦賀駅 - 敦賀港駅               | 2.7 km   | 2019年4月1日  | 貨物支線（敦賀港線）   |
| 関西支社   | 大阪環状線 | 境川信号場 - 浪速駅             | 2.3 km   | 2006年4月1日  | 貨物支線               |
| 関西支社   | 宇部線     | 居能駅 - 宇部港駅               | 2.2 km   | 2006年5月1日  | 貨物支線               |
| 九州支社   | 鹿児島線   | 福岡貨物ターミナル駅 - 博多港駅 | 4.1 km   | 1998年4月1日  | 貨物支線               |
| 九州支社   | 鹿児島線   | 門司港駅 - 外浜駅               | 0.9 km   | 2008年9月5日  | 貨物支線               |
| 九州支社   | 日豊線     | 日向市駅 - 細島駅               | 3.5 km   | 1993年12月1日 | 貨物支線（細島線）     |
| 九州支社   | 日豊線     | 小波瀬西工大前駅 - 苅田港駅     | 4.6 km   | 2016年10月1日 | 貨物支線               |

#### 第二種鉄道事業路線
| 管轄       | 路線名         | 区間                                  | 営業キロ | 廃止年月日    | 第一種鉄道事業者 | 備考                                                              |
| ---------- | -------------- | ------------------------------------- | -------- | ------------- | ---------------- | ----------------------------------------------------------------- |
| 北海道支社 | 歌志内線       | 砂川駅 - 歌志内駅                     | 14.5 km  | 1988年4月25日 | 北海道旅客鉄道   |                                                                   |
| 北海道支社 | 石勝線         | 新夕張駅 - 清水沢駅                   | 8.2 km   | 1990年4月1日  | 北海道旅客鉄道   | 夕張支線                                                          |
| 北海道支社 | 石北線         | 美幌駅 - 網走駅                       | 27.9 km  | 2002年4月1日  | 北海道旅客鉄道   |                                                                   |
| 北海道支社 | 釧網線         | 網走駅 - 東釧路駅                     | 166.2 km | 2002年4月1日  | 北海道旅客鉄道   |                                                                   |
| 北海道支社 | 根室線         | 釧路駅 - 東釧路駅                     | 2.9 km   | 2002年4月1日  | 北海道旅客鉄道   |                                                                   |
| 北海道支社 | 根室線         | 新富士駅 - 釧路駅                     | 2.7 km   | 2006年4月1日  | 北海道旅客鉄道   |                                                                   |
| 北海道支社 | 根室線         | 東鹿越駅 - 上落合信号場               | 17.4 km  | 2024年4月1日  | 北海道旅客鉄道   |                                                                   |
| 北海道支社 | 函館線         | 砂川駅 - 上砂川駅                     | 7.3 km   | 1992年4月1日  | 北海道旅客鉄道   | 上砂川支線                                                        |
| 北海道支社 | 函館線         | 函館駅 - 五稜郭駅                     | 3.4 km   | 2002年4月1日  | 北海道旅客鉄道   |                                                                   |
| 北海道支社 | 函館線         | 手稲駅 - 苗穂駅                       | 12.8 km  | 2006年4月1日  | 北海道旅客鉄道   |                                                                   |
| 北海道支社 | 幌内線         | 岩見沢駅 - 三笠駅                     | 10.9 km  | 1987年7月13日 | 北海道旅客鉄道   |                                                                   |
| 北海道支社 | 幌内線         | 三笠駅 - 幌内駅                       | 2.7 km   | 1987年7月13日 | 北海道旅客鉄道   | 貨物支線                                                          |
| 北海道支社 | 留萌線         | 深川駅 - 留萌駅                       | 50.1 km  | 1999年4月1日  | 北海道旅客鉄道   |                                                                   |
| 東北支社   | 奥羽線         | 福島駅 - 蔵王駅                       | 81.8 km  | 1991年9月3日  | 東日本旅客鉄道   |                                                                   |
| 東北支社   | 奥羽線         | 蔵王駅 - 山形駅                       | 5.3 km   | 1999年7月1日  | 東日本旅客鉄道   |                                                                   |
| 東北支社   | 奥羽線         | 山形駅 - 羽前千歳駅                   | 4.8 km   | 2002年4月1日  | 東日本旅客鉄道   |                                                                   |
| 東北支社   | 奥羽線         | 羽前千歳駅 - 漆山駅                   | 3.0 km   | 1999年4月1日  | 東日本旅客鉄道   |                                                                   |
| 東北支社   | 大船渡線       | 一ノ関駅 - 陸中松川駅                 | 21.3 km  | 1999年4月1日  | 東日本旅客鉄道   |                                                                   |
| 東北支社   | 男鹿線         | 追分駅 - 男鹿駅                       | 26.6 km  | 2002年1月1日  | 東日本旅客鉄道   |                                                                   |
| 東北支社   | 釜石線         | 花巻駅 - 釜石駅                       | 90.2 km  | 1999年4月1日  | 東日本旅客鉄道   |                                                                   |
| 東北支社   | 仙山線         | 仙台駅 - 羽前千歳駅                   | 58.0 km  | 2002年4月1日  | 東日本旅客鉄道   |                                                                   |
| 東北支社   | 只見線         | 西若松駅 - 会津若松駅                 | 3.1 km   | 1999年4月1日  | 東日本旅客鉄道   |                                                                   |
| 東北支社   | 磐越東線       | 大越駅 - 郡山駅                       | 31.3 km  | 2001年3月31日 | 東日本旅客鉄道   |                                                                   |
| 東北支社   | 陸羽東線       | 小牛田駅 - 古川駅                     | 9.3 km   | 2002年4月1日  | 東日本旅客鉄道   |                                                                   |
| 東北支社   | 会津線         | 西若松駅 - 湯野上温泉駅               | 22.7 km  | 1999年4月1日  | 会津鉄道         |                                                                   |
| 関東支社   | 赤羽線         | 池袋駅 - 板橋駅                       | 1.8 km   | 1999年3月31日 | 東日本旅客鉄道   |                                                                   |
| 関東支社   | 足尾線         | 下新田信号場 - 足尾本山駅             | 44.3 km  | 1989年3月29日 | 東日本旅客鉄道   |                                                                   |
| 関東支社   | 青梅線         | 拝島駅 - 奥多摩駅                     | 30.3 km  | 1999年3月25日 | 東日本旅客鉄道   |                                                                   |
| 関東支社   | 大糸線         | 松本駅 - 信濃大町駅                   | 35.1 km  | 1999年3月31日 | 東日本旅客鉄道   |                                                                   |
| 関東支社   | 相模線         | 南橋本駅 - 橋本駅                     | 2.0 km   | 1997年7月1日  | 東日本旅客鉄道   |                                                                   |
| 関東支社   | 総武線         | 佐倉駅 - 成東駅                       | 21.6 km  | 1999年3月31日 | 東日本旅客鉄道   |                                                                   |
| 関東支社   | 外房線         | 大網駅 - 新茂原駅                     | 8.5 km   | 1999年3月31日 | 東日本旅客鉄道   |                                                                   |
| 関東支社   | 中央線         | 飯田町駅 - 代々木駅                   | 5.7 km   | 1999年3月9日  | 東日本旅客鉄道   |                                                                   |
| 関東支社   | 東金線         | 大網駅 - 成東駅                       | 13.8 km  | 1999年3月31日 | 東日本旅客鉄道   |                                                                   |
| 関東支社   | 日光線         | 宇都宮駅 - 鶴田駅                     | 4.8 km   | 2003年4月1日  | 東日本旅客鉄道   |                                                                   |
| 関東支社   | 八高線         | 八王子駅 - 倉賀野駅                   | 92.0 km  | 2005年3月31日 | 東日本旅客鉄道   |                                                                   |
| 関東支社   | 横須賀線       | 逗子駅 - 田浦駅                       | 5.4 km   | 2006年5月1日  | 東日本旅客鉄道   |                                                                   |
| 関東支社   | 両毛線         | 小山駅 - 新前橋駅                     | 84.4 km  | 2004年4月1日  | 東日本旅客鉄道   |                                                                   |
| 関東支社   | しなの鉄道線   | 田中駅 - 西上田駅                     | 13.1 km  | 2002年4月1日  | しなの鉄道       |                                                                   |
| 東海支社   | 紀勢線         | 亀山駅 - 鵜殿駅                       | 176.6 km | 2016年4月1日  | 東海旅客鉄道     |                                                                   |
| 東海支社   | 紀勢線         | 鵜殿駅 - 新宮駅                       | 3.6 km   | 2008年4月1日  | 東海旅客鉄道     |                                                                   |
| 東海支社   | 高山線         | 岐阜駅 - 高山駅                       | 136.4 km | 2007年4月1日  | 東海旅客鉄道     |                                                                   |
| 東海支社   | 東海道線       | 名古屋貨物ターミナル駅 - 西名古屋港駅 | 8.7 km   | 2001年3月31日 | 東海旅客鉄道     | 西名古屋港線                                                      |
| 東海支社   | 身延線         | 東花輪駅 - 甲府駅                     | 12.1 km  | 2001年3月31日 | 東海旅客鉄道     |                                                                   |
| 東海支社   | 愛知環状鉄道線 | 岡崎駅 - 北岡崎駅                     | 5.3 km   | 2010年4月1日  | 愛知環状鉄道     |                                                                   |
| 東海支社   | 伊勢線         | 河原田駅 - 津駅                       | 22.3 km  | 2016年4月1日  | 伊勢鉄道         |                                                                   |
| 関西支社   | 宇野線         | 茶屋町駅 - 宇野駅                     | 17.9 km  | 2002年4月1日  | 西日本旅客鉄道   |                                                                   |
| 関西支社   | 宇部線         | 宇部岬駅 - 宇部駅                     | 9.5 km   | 2014年4月1日  | 西日本旅客鉄道   |                                                                   |
| 関西支社   | 大阪環状線     | 新今宮駅 - 境川信号場                 | 3.8 km   | 2006年4月1日  | 西日本旅客鉄道   |                                                                   |
| 関西支社   | 小浜線         | 敦賀駅 - 東舞鶴駅                     | 84.3 km  | 1999年4月1日  | 西日本旅客鉄道   |                                                                   |
| 関西支社   | 関西線         | 木津駅 - 平野駅                       | 40.6 km  | 2003年4月1日  | 西日本旅客鉄道   |                                                                   |
| 関西支社   | 関西線         | 平野駅 - 新今宮駅                     | 4.9 km   | 2006年4月1日  | 西日本旅客鉄道   |                                                                   |
| 関西支社   | 関西線         | 竜華信号場 - 杉本町駅                 | 10.5 km  | 2003年4月1日  | 西日本旅客鉄道   | 阪和連絡線                                                        |
| 関西支社   | 紀勢線         | 新宮駅 - 紀伊佐野駅                   | 6.4 km   | 2008年4月1日  | 西日本旅客鉄道   |                                                                   |
| 関西支社   | 紀勢線         | 和歌山駅 - 南海電鉄分界点             | 2.3 km   | 2003年4月1日  | 西日本旅客鉄道   |                                                                   |
| 関西支社   | 草津線         | 貴生川駅 - 草津駅                     | 21.4 km  | 1999年3月31日 | 西日本旅客鉄道   |                                                                   |
| 関西支社   | 山陰線         | 丹波口駅 - 二条駅                     | 1.7 km   | 2006年4月1日  | 西日本旅客鉄道   |                                                                   |
| 関西支社   | 山陰線         | 湖山駅 - 伯耆大山駅                   | 83.7 km  | 2004年4月1日  | 西日本旅客鉄道   |                                                                   |
| 関西支社   | 山陰線         | 伯耆大山駅 - 東松江駅                 | 27.1 km  | 2015年4月1日  | 西日本旅客鉄道   | その後、西日本豪雨に伴う迂回運行のため2018年8月22日に一時再取得。 |
| 関西支社   | 山陰線         | 東松江駅 - 出雲市駅                   | 39.3 km  | 2006年4月1日  | 西日本旅客鉄道   | その後、西日本豪雨に伴う迂回運行のため2018年8月22日に一時再取得。 |
| 関西支社   | 山陰線         | 江津駅 - 岡見駅                       | 43.3 km  | 2006年4月1日  | 西日本旅客鉄道   | その後、西日本豪雨に伴う迂回運行のため2018年8月22日に一時再取得。 |
| 関西支社   | 山陰線         | 岡見駅 - 益田駅                       | 16.9 km  | 2014年4月1日  | 西日本旅客鉄道   | その後、西日本豪雨に伴う迂回運行のため2018年8月22日に一時再取得。 |
| 関西支社   | 城端線         | 高岡駅 - 二塚駅                       | 3.3 km   | 2017年4月1日  | 西日本旅客鉄道   |                                                                   |
| 関西支社   | 東海道線       | 梅小路駅 - 丹波口駅                   | 3.3 km   | 2006年4月1日  | 西日本旅客鉄道   | 山陰連絡線                                                        |
| 関西支社   | 奈良線         | 木津駅 - 京都駅                       | 34.7 km  | 2003年4月1日  | 西日本旅客鉄道   |                                                                   |
| 関西支社   | 阪和線         | 杉本町駅 - 和歌山駅                   | 54.4 km  | 2003年4月1日  | 西日本旅客鉄道   |                                                                   |
| 関西支社   | 舞鶴線         | 梅迫駅 - 東舞鶴駅                     | 18.2 km  | 1999年4月1日  | 西日本旅客鉄道   |                                                                   |
| 関西支社   | 美祢線         | 厚狭駅 - 重安駅                       | 22.3 km  | 2014年4月1日  | 西日本旅客鉄道   |                                                                   |
| 関西支社   | 山口線         | 新山口駅 - 益田駅                     | 93.9 km  | 2014年4月1日  | 西日本旅客鉄道   | その後、西日本豪雨に伴う迂回運行のため2018年8月22日に一時再取得。 |
| 関西支社   | 内子線         | 新谷駅 - 内子駅                       | 5.3 km   | 2006年4月1日  | 四国旅客鉄道     |                                                                   |
| 関西支社   | 土讃線         | 多度津駅 - 高知駅                     | 126.6 km | 2005年4月1日  | 四国旅客鉄道     |                                                                   |
| 関西支社   | 土讃線         | 高知駅 - 多ノ郷駅                     | 39.5 km  | 1992年10月1日 | 四国旅客鉄道     |                                                                   |
| 関西支社   | 予讃線         | 松山貨物駅 - 伊予横田駅               | 2.7 km   | 2020年10月1日 | 四国旅客鉄道     |                                                                   |
| 関西支社   | 予讃線         | 伊予横田駅 - 内子駅                   | 29.0 km  | 2006年4月1日  | 四国旅客鉄道     |                                                                   |
| 関西支社   | 予讃線         | 伊予大洲駅 - 宇和島駅                 | 48.1 km  | 2006年4月1日  | 四国旅客鉄道     |                                                                   |
| 関西支社   | 予讃線         | 伊予大洲駅 - 新谷駅                   | 5.9 km   | 2006年4月1日  | 四国旅客鉄道     |                                                                   |
| 九州支社   | 伊田線         | 直方駅 - 金田駅                       | 9.9 km   | 1989年10月1日 | 九州旅客鉄道     |                                                                   |
| 九州支社   | 佐世保線       | 肥前山口駅 - 有田駅                   | 28.2 km  | 2022年9月23日 | 九州旅客鉄道     |                                                                   |
| 九州支社   | 田川線         | 行橋駅 - 勾金駅                       | 23.6 km  | 1989年10月1日 | 九州旅客鉄道     |                                                                   |
| 九州支社   | 筑豊線         | 折尾駅 - 直方駅                       | 14.0 km  | 2005年3月31日 | 九州旅客鉄道     |                                                                   |
| 九州支社   | 長崎線         | 鍋島駅 - 長崎駅                       | 97.3 km  | 2022年9月23日 | 九州旅客鉄道     |                                                                   |
| 九州支社   | 日田彦山線     | 城野駅 - 石原町駅                     | 9.0 km   | 1999年4月1日  | 九州旅客鉄道     |                                                                   |
| 九州支社   | 豊肥線         | 熊本駅 - 竜田口駅                     | 8.9 km   | 1993年12月1日 | 九州旅客鉄道     |                                                                   |

## 保有駅・施設
2024年4月1日時点で、237の駅と34か所の自動車代行駅（オフレールステーションならびに新営業所）を保有している。大半の駅は旅客鉄道の旅客駅と共有しており、またおよそ半分の駅では定期貨物列車の設定が無い。
各支社記事の「管内の駅」の節を参照のこと。
全国6か所の貨物駅構内に物流施設を保有しており、テナント1社専用のBTS型施設「エフ・プラザ」と複数企業が入居するマルチテナント型施設「レールゲート」を全国展開中である。レールゲートでは、鉄道利用に応じ倉庫賃料を割引く制度の導入などが予定される。
また、貨物駅の廃止・縮小に伴う跡地に商業施設を開業させるなどした例もあり、飯田町駅と小名木川駅の再開発がこれにあたる。
エフ・プラザ
- 札幌貨物ターミナル駅 1棟
- 隅田川駅 2棟
- 東京貨物ターミナル駅 11棟
- 梶ヶ谷貨物ターミナル駅 1棟
- 新座貨物ターミナル駅 1棟
- 京都貨物駅 1棟

レールゲート
- 東京レールゲート WEST（東京貨物ターミナル駅構内）
- 東京レールゲート EAST（東京貨物ターミナル駅構内）
- DPL札幌レールゲート（札幌貨物ターミナル駅構内）

## ダイヤ
ダイヤ改正については3月に実施することが多く、他のJR各社に合わせて実施される。具体的な運行ダイヤは市販の『貨物時刻表』で公表されている。

## 車両
全国規模で貨物列車を運行しているため、貨物輸送用の機関車、貨車、電車を主に保有している。
2021年4月1日時点の車両の保有数は、電気機関車（直流専用・交流専用・交直流両用）417両、ディーゼル機関車149両、貨物電車（M250系）42両、貨車がコンテナ車7,140両、その他の貨車53両（荷主企業などが保有する私有貨車2,107両は含まず）である。
車両ではないが、鉄道用コンテナの多くはJR貨物が保有している（「JR貨物のコンテナ形式」参照）。コンテナは61,398個（荷主企業などが所有する私有コンテナ10,753個は含まず）、トップリフターやフォークリフトといった荷役機械は596台を保有する。
車両の動向について、機関車に関しては他の鉄道事業者と同様に鉄道雑誌等への資料提供を行っているものの、貨車については2009年度以降公表していない。

## 現業機関

### 車両・乗務員基地
■は車両配置がないが車両基地機能を有する箇所、●は乗務員基地、▲は運転士養成所
| 支社       | 基地                                | 略号              |
| ---------- | ----------------------------------- | ----------------- |
| 北海道支社 | 札幌機関区■                         |                   |
| 北海道支社 | 札幌機関区帯広派出●                 |                   |
| 北海道支社 | 札幌機関区旭川派出●                 |                   |
| 北海道支社 | 苗穂車両所                          | 苗                |
| 北海道支社 | 五稜郭機関区                        | 五                |
| 北海道支社 | 五稜郭機関区室蘭派出●               |                   |
| 東北支社   | 青森総合鉄道部●                     |                   |
| 東北支社   | 青森総合鉄道部東青森派出■           |                   |
| 東北支社   | 青森総合鉄道部八戸派出■             |                   |
| 東北支社   | 青森総合鉄道部盛岡派出●             |                   |
| 東北支社   | 盛岡総合鉄道部■                     |                   |
| 東北支社   | 秋田総合鉄道部■                     |                   |
| 東北支社   | 仙台総合鉄道部                      | 仙貨              |
| 東北支社   | 仙台総合鉄道部宮城野派出■           |                   |
| 東北支社   | 郡山総合鉄道部■                     |                   |
| 東北支社   | 郡山総合鉄道部仙台港派出■           |                   |
| 関東支社   | 黒磯機関区●                         |                   |
| 関東支社   | 高崎機関区                          | 高                |
| 関東支社   | 高崎機関区熊谷派出■                 |                   |
| 関東支社   | 隅田川機関区■                       |                   |
| 関東支社   | 隅田川機関区水戸派出●               |                   |
| 関東支社   | 千葉機関区■                         |                   |
| 関東支社   | 大井機関区                          | 大井/貨東タミキク |
| 関東支社   | 中央研修センター▲                   | 研                |
| 関東支社   | 川崎車両所塩浜派出■                 |                   |
| 関東支社   | 新鶴見機関区                        | 新                |
| 関東支社   | 新鶴見機関区甲府派出●               |                   |
| 関東支社   | 塩尻機関区●                         |                   |
| 関東支社   | 塩尻機関区篠ノ井派出■               | 塩                |
| 関東支社   | 東新潟機関区■                       | 東新              |
| 関東支社   | 東新潟機関区南長岡派出●             |                   |
| 東海支社   | 静岡総合鉄道部■                     |                   |
| 東海支社   | 静岡総合鉄道部浜松派出■             |                   |
| 東海支社   | 愛知機関区                          | 愛                |
| 東海支社   | 愛知機関区四日市支区■               |                   |
| 東海支社   | 愛知機関区名古屋貨物ターミナル派出■ |                   |
| 東海支社   | 愛知機関区東港派出■                 |                   |
| 東海支社   | 稲沢機関区●                         |                   |
| 関西支社   | 富山機関区                          | 富山              |
| 関西支社   | 富山機関区糸魚川派出●               |                   |
| 関西支社   | 敦賀機関区●                         |                   |
| 関西支社   | 吹田機関区                          | 吹                |
| 関西支社   | 吹田機関区安治川口派出■             |                   |
| 関西支社   | 岡山機関区                          | 岡                |
| 関西支社   | 岡山機関区水島派出■                 |                   |
| 関西支社   | 岡山機関区高松派出■                 |                   |
| 関西支社   | 広島機関区●                         |                   |
| 関西支社   | 広島車両所■                         |                   |
| 関西支社   | 幡生総合鉄道部●                     |                   |
| 九州支社   | 門司機関区                          | 門                |
| 九州支社   | 門司機関区鹿児島派出●               |                   |
| 九州支社   | 福岡総合鉄道部■                     |                   |
| 九州支社   | 鳥栖総合鉄道部●                     |                   |
| 九州支社   | 大分総合鉄道部●                     |                   |

#### 廃止基地
| 支社       | 基地                 | 略号 |
| ---------- | -------------------- | ---- |
| 北海道支社 | 釧路機関区           |      |
| 北海道支社 | 鷲別機関区           | 鷲   |
| 東北支社   | 盛岡機関区           | 盛   |
| 東北支社   | 長町機関区           | 長   |
| 関東支社   | 佐倉機関区           | 佐   |
| 関東支社   | 小山機関区           |      |
| 関東支社   | 田端機関区           |      |
| 関東支社   | 新小岩機関区         |      |
| 関東支社   | 千葉機関区新小岩派出 |      |
| 関東支社   | 品川機関区           | 品   |
| 関東支社   | 新鶴見機関区川崎派出 | 新   |
| 関東支社   | 八王子機関区         |      |
| 関西支社   | 姫路機関区           |      |
| 関西支社   | 厚狭機関区           | 厚   |
| 関西支社   | 米子総合鉄道部       |      |
| 関西支社   | 新南陽総合鉄道部     |      |
| 九州支社   | 直方機関区           |      |

### 車両工場
| 支社       | 工場                                           |
| ---------- | ---------------------------------------------- |
| 北海道支社 | 苗穂車両所（JR北海道苗穂工場構内）             |
| 北海道支社 | 輪西車両所                                     |
| 東北支社   | 郡山総合鉄道部部品センター                     |
| 関東支社   | 大宮車両所（JR東日本大宮総合車両センター構内） |
| 関東支社   | 川崎車両所                                     |
| 東海支社   | 愛知機関区稲沢派出                             |
| 関西支社   | 広島車両所                                     |
| 九州支社   | 小倉車両所（JR九州小倉総合車両センター構内）   |

郡山総合鉄道部部品センターは車両の空気ブレーキ機器の検修を、愛知機関区稲沢派出は機関車のディーゼルエンジンの検修を、それぞれ専門に所管。

#### 廃止工場
| 支社     | 工場                                           |
| -------- | ---------------------------------------------- |
| 東北支社 | 郡山車両所（JR東日本郡山総合車両センター構内） |
| 関東支社 | 新小岩車両所                                   |
| 東海支社 | 名古屋車両所（JR東海名古屋工場構内）           |

JR貨物発足時点の8車両所のうち、輪西・新小岩（現・川崎）・広島を除く5所は旅客会社の車両工場との併設であり、そのうち大宮は資産の所有関係が区分され機関車検修に必要な機関車主棟等の主要施設をJR貨物が保有しているものの、大宮以外の4所は機関車・貨車（郡山・名古屋は機関車を所管せず）検修用の施設まで含めて資産はすべて旅客会社の所有でJR貨物所有部分がなく（公表された平面図でJR貨物の区画と表示された部分も所有権はない）、検修に要する資産は旅客会社から借用する関係にある。また、併設関係にある車両所の多くでは、電装品やエンジン等の検修機能は旅客会社の工場にあり、JR貨物は旅客会社にこれらの検修を委託する関係にあった。過去には車両の検修全体を旅客会社の工場に委託する箇所もあった（JR東日本土崎工場・JR西日本鷹取工場・同松任工場等）。施設を借用している箇所や委託検修箇所においては、旅客会社に関係のないJR貨物の新形式機関車に合わせた検修設備の刷新が困難であった。このことから、新形式機関車では地上検査設備への依存を減らすため、車上自己検査機能の充実を図っており、また新形式機関車の全般検査は、DF200、HD300-500番台およびDB500を除きJR貨物が施設を保有する車両所が担当している。DF200およびHD300-500番台も、苗穂車両所が全般検査を担当するが、エンジンや電装品の検修は所外で行われる（エンジンの一部機種は愛知機関区稲沢派出。その他の機種のエンジンと電装品は外部委託先）。DB500は、製造メーカーの北陸重機工業に全般検査等を委託している。
旅客会社の工場施設を借用する車両所は、2010年代以降、旅客会社側による工場の建て替え・大規模改修の際に借用を解消し、機能をJR貨物の他の現業機関に移して廃止となるケースが発生している（2015年（平成27年）：名古屋。2023年（令和5年）：郡山）。

### 保線・施設保全部門
2024年（令和6年）4月現在。
| 支社       | 現業機関                       |
| ---------- | ------------------------------ |
| 北海道支社 | 北海道保全技術センター         |
| 北海道支社 | 札幌工事支所                   |
| 東北支社   | 東北保全技術センター           |
| 東北支社   | 盛岡メンテナンスステーション   |
| 東北支社   | 仙台工事支所                   |
| 東北支社   | 仙台工事区                     |
| 関東支社   | 関東保全技術センター           |
| 関東支社   | 東日本工事管理事務所           |
| 関東支社   | 東京メンテナンスステーション   |
| 関東支社   | 新潟メンテナンスステーション   |
| 関東支社   | 南松本メンテナンスステーション |
| 東海支社   | 東海保全技術センター           |
| 東海支社   | 名古屋工事支所                 |
| 東海支社   | 静岡メンテナンスステーション   |
| 関西支社   | 関西保全技術センター           |
| 関西支社   | 西日本工事管理事務所           |
| 関西支社   | 金沢メンテナンスステーション   |
| 関西支社   | 広島メンテナンスステーション   |
| 九州支社   | 九州保全技術センター           |
| 九州支社   | 北九州工事支所                 |

## 業務システム
2000年代頃から、新たな業務システムの構築やIoT技術の導入を進め、業務の効率化・輸送サービス改善・安全性の向上等を図っている。

### FRENS・IT-FRENS（コンテナ情報システム）
FRENS（Freight Infomation Network System）は、列車情報・コンテナ予約情報・コンテナ所在管理・運賃計算等を司るコンテナ貨物営業管理の基幹システムで、国鉄時代開発（1986年（昭和61年））のEPOCS（Effectial Planning and Operation Container System）に代わる基幹システムとしてJR貨物発足後に開発され、1994年（平成6年）1月から稼働している。2019年（平成31年）1月には、システム更新に際しメインフレームからオフィスコンピュータ系のプラットフォームへの移行が行われた。
IT-FRENSは、FRENSと連携するサーバーシステムで、2005年（平成17年）8月から本格稼働した。IT-FRENSの導入前は、輸送予約・列車指定に係る調整を人手に依存しており、輸送ルートの指定等が担当者の判断に委ねられ、要急送品とそうでないものの予約調整等に多大な労力と時間を要していた。IT-FRENSは、システムに自動ルート選択機能・自動枠調整機能を持ち、利用運送事業者等への最適な貨物列車の予約情報の提供・予約申込受付等を行うほか、後述のTRACEやPRANETSとの連携により、コンテナの所在や列車の運行状況データを取り込み、列車の遅延状況や到着見込み時刻、コンテナの状態や所在等を利用運送事業者等に提供する。また、後述のT-DAPにもこれらの情報を出力する。

### TRACE（駅構内ロケーション管理システム）

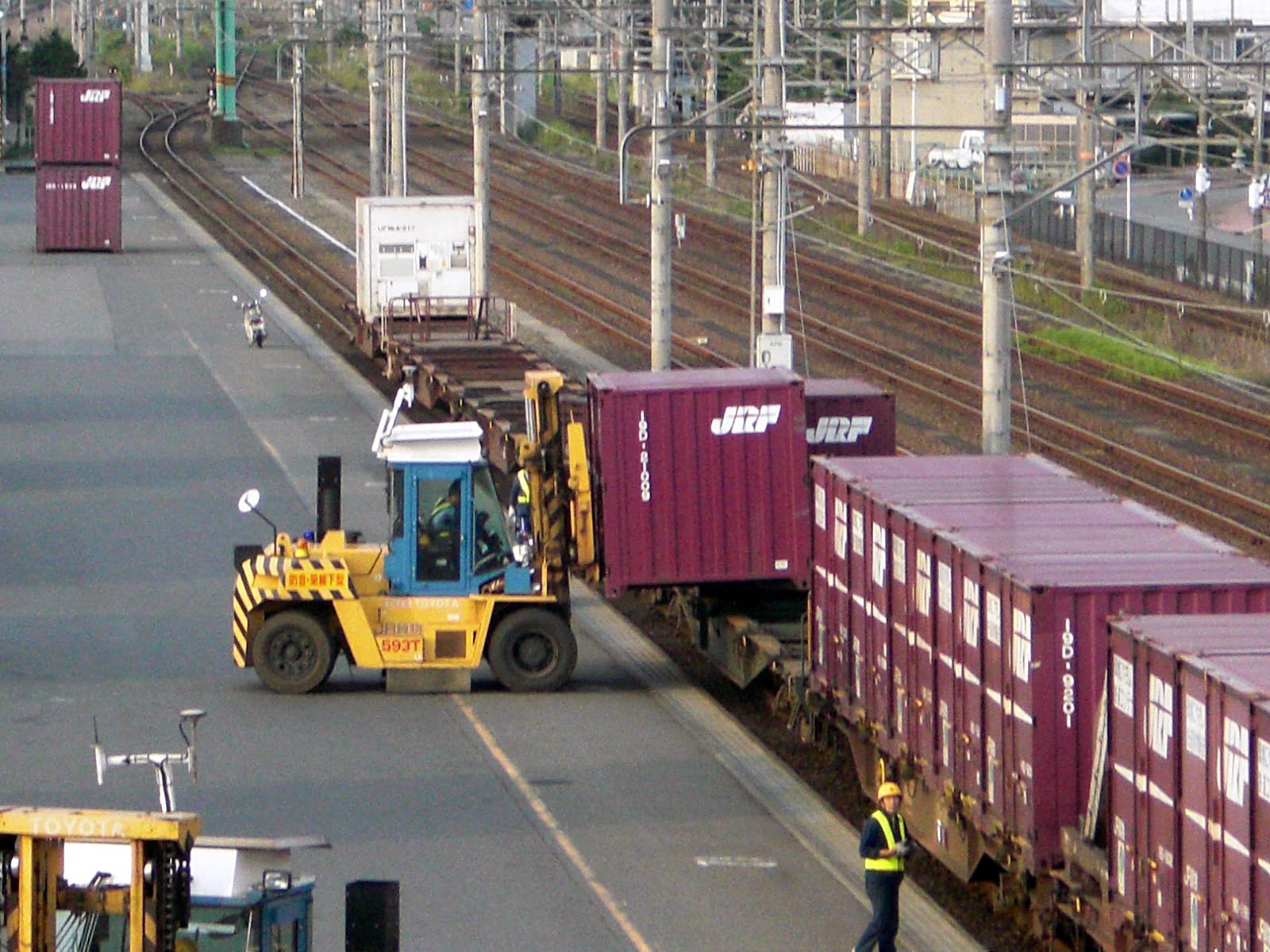
初期のTRACEシステム対応フォークリフト（2008年）。運転室屋根上にGPSアンテナと通信アンテナを設置（画面中央及び手前）。

TRACEは、コンテナ荷役用のフォークリフトに、コンテナ・貨車・トラックのID読取機能と位置・ID情報等送受信機能、荷役指示機能を搭載し、IT-FRENSと連携してコンテナの所在・状態の把握やフォークリフトオペレーターへの荷役指示等を行うシステムである。
1990年代後期まで、コンテナ列車の組成や列車へのコンテナの積載状況、駅構内のコンテナの所在等は、係員の目視による番号把握と端末への手入力、紙の車票・荷票取付けによって管理しており、多くの労力を要し、誤読・誤入力のリスクや駅構内に係員と車両が混在する危険性も伴っていた。1990年代末頃から、番号把握・入力作業の改善のため、コンテナや貨車にRFIDタグを取り付け、主要駅にハンディタイプのIDタグ読取機を配備して目視・手入力からの脱却を図った。
TRACEはこれを更に発展させ、荷役用フォークリフトに、GPSによる位置把握機能、コンテナや貨車のRFID読取機能、位置情報・ID情報等送受信機能を設け、コンテナの所在をリアルタイムで把握しIT-FRENSに取り込むと共に、搭載するPC端末に、IT-FRENSからの情報に基づき、扱うべきコンテナの位置や、積載又は取卸すべき貨車の位置等の作業指示を表示する。これらにより、コンテナの所在管理をリアルタイムで正確に行えることとなり、日常のコンテナ操配・棚卸しの正確・迅速な実施が可能となった。
2004年（平成16年）1月から一部機能の稼働を開始し、2005年（平成17年）8月から本格稼働した。2013年度（平成25年度）にはシステムの更新が行われ、フォークリフト車載端末と駅システムとの通信を自社構内無線LAN（大規模駅）又はPHS回線（小規模駅）からUQ WiMAXのWiMAX回線に移行するとともに、フォークリフト車載PC端末の刷新・高機能化やドライブレコーダー搭載などの改良がなされた。2021 - 2022年度（令和3 - 4年度）には、通信キャリアの障害発生時の冗長性を確保するため、通信機器を複数キャリア対応機種に交換した。

### PRANETS（運転支援システム）
PRANETSは、GPSにより列車の位置情報を常時把握し、IT-FRENSに列車の位置情報を取り込み、利用運送事業者等への列車の遅延状況・到着見込み時刻等の案内や、輸送障害発生時のコンテナの所在・状態把握を可能とする他、列車側でも位置情報を基に運転士に運転支援情報を伝えるシステムである。

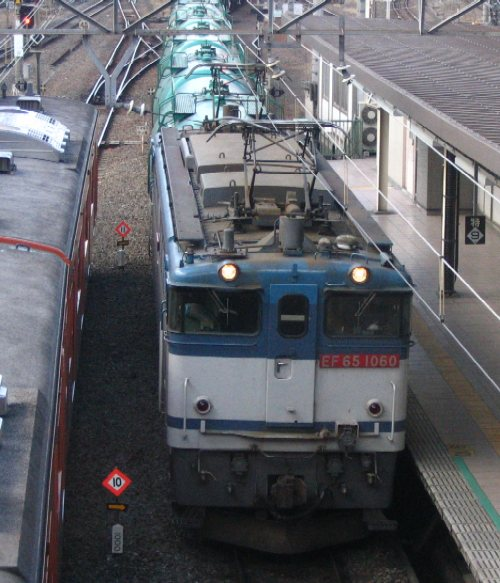
衛星通信による貨物列車位置検知システムを運用していた当時の電気機関車（2005年）。運転室屋根上（画面向かって右側）にGPSアンテナと衛星通信アンテナを設置。

1990年代後期まで、JR貨物には貨物列車の所在を独自に把握する手段がなく、各JR旅客会社の指令情報に依存しており、特に事故や災害等による列車運行混乱時には迅速な列車位置の把握が困難で、対策の立ち上げが遅れ、適切な対応が取れない事態がしばしば発生していた。阪神・淡路大震災での大規模な輸送混乱の経験を踏まえ、危機管理体制強化策の一環として、事故・災害時の貨物列車の位置・状態等を迅速に把握する体制を構築することとなり、当時アメリカのオムニトラックス社が提供していたGPSナビゲーションシステム（車両のGPS位置情報を衛星通信で収集・把握し、提供する）を、貨物列車位置検知システムとして採用し、重要度の高い東海道・山陽線を対象に、機関車への機器搭載・FRENSへの機能追加等を行って、1996年（平成8年）10月から導入（本格稼働は1997年（平成9年）3月）した。対象線区はその後2001年度（平成13年度）末までに津軽海峡・東北・高崎・上越各線にも拡大した。
PRANETSでは、列車位置検知の対象を日本全国に拡大するとともに、機関車からの位置情報の送信を常時2分に1回程度に高頻度化（従前システムは通常時は30分に1回。異常時に2分に1回）して位置精度を向上させ、また、機能として地上側での位置情報の活用のほか、車上でもシステムに徐行箇所予告や駅発車時刻案内、速度超過警告、交直切換注意喚起等の運転支援情報を保持し、位置情報に基づき運転席モニターへの表示・音声出力を行う。機関車の位置情報の通信手段については、衛星通信から携帯電話会社の通信網利用に変更となった。
関連するシステムとして、運転情報伝達システムのACTISが開発された。
2008年（平成20年）3月末から、運転支援機能の一部について東海道線の東京 - 大阪間で使用を開始し、その他の全機能は2009年度（平成21年度）末までに全国の主要線区で使用を開始した。鉄道の運転支援システムとしては、旅客会社等に先立つ日本国内での最初の導入となった。その後2017年（平成29年）から2018年（平成30年）にかけてシステムの更新が行われ、車載端末の更新・簡素化、OS更新、機関車位置発信二重化、運転支援データダウンロード方式の変更（USBメモリ使用から携帯通信網による順次ダウンロードへ）等がなされた。

### T-DAP（トラックドライバー用アプリ）
T-DAPは、駅発着コンテナを輸送するトラックドライバー向けの業務支援スマートフォンアプリである。IT-FRENSから出力される貨物列車の位置・遅延情報や駅構内のコンテナの位置情報、駅から提供する作業番線や入線時刻の変更情報などを、トラックドライバーが所持するスマートフォンで随時取得できるようにすることで、駅外での情報受信・確認を可能とし、輸送サービスの向上・トラックドライバーの構内待機時間の削減を図る効果や、駅構内でのドライバーの降車機会を削減し安全性の向上を図る効果等が期待されている。
T-DAPの開発以前からIT-FRENSにはトラックドライバーの業務支援システムが設けられており、ドライバーが駅の端末でIDカードを利用して伝票を出力することにより、構内でのコンテナの積み卸し位置等の作業指示がなされ、端末から列車の遅延状況や到着見込み時刻等の情報も取得可能ではあったが、これらが可能なのは駅への入場後であり、トラックから降車する必要があった。T-DAPは、駅外で随時これらの情報の取得を可能とするものである。
2022年（令和4年）1月より全国6駅で試験運用を行い、2023年（令和5年）6月から全国のコンテナ取扱駅79駅（オフレールステーション・新営業所・臨海鉄道線内取扱駅を除く）で本運用を開始した。システム上は上記機能に加え、積卸作業のための入構時刻の事前予約機能も設けられており、2022年（令和4年）8月より全国6駅で試験運用を行っている。

### ガイダンス・セミオート機能搭載コンテナ用フォークリフト
駅構内でのコンテナの荷役にはフォークリフトが用いられるが、コンテナへの正対動作やフォーク位置の調整等の基本的な運転操作には一定の習熟を要することに加え、実際の駅構内作業には、運行ダイヤに合わせた作業段取りの判断やダイヤ乱れ時の臨機応変な対応等も必要とされ、労働力人口が減少する中で熟練したオペレーターの確保が課題となっていた。JR貨物は、フォークリフトに、自動ステアリング制御機能とコンテナへの正対動作及びフォーク位置調整操作を支援する機能を搭載することにより、オペレーターの早期育成や構内作業の安全性向上を図ることとし、これらの機能を搭載したフォークリフトをコマツと共同開発した。
フォーク位置の調整操作を支援するのが操作ガイダンス機能で、フォークリフトの車体や作業機の周辺に複数のカメラ等のセンサーを設け、運転席に設置したモニター画面にフォーク位置等を表示して操作を支援するほか、コンテナの保持位置が適正でない場合にはオペレーターに警告を発する。コンテナへの正対動作を支援するのが操作セミオート機能で、フォークリフトに自動ステアリング制御機能と、LiDAR等の外界センサーを搭載し、フォークリフトが自動的に荷役対象コンテナの位置を認識することにより、アクセル操作のみでフォークリフトを自動的に荷役対象コンテナへ正対させ、併せてフォーク位置の自動制御も行う。
2023年（令和5年）4月に、JR貨物とコマツがシステムの共同開発契約を締結し、完成した最初のフォークリフト1台を2024年（令和6年）12月に東京貨物ターミナル駅に導入した。以後も全国の貨物駅へ21台の導入を予定している。

### 手ブレーキ検知システム
手ブレーキ検知システムは、貨車の手ブレーキ装置に緊締・解除の状態を検知し送信するIoT機器を取り付け、緊解の状態のデータを自動的に地上サーバーに伝送することにより、手ブレーキの緊締・解除確認の自動的・集中的な実施を可能とし、緊締・解除の失念による事故の発生を防止するシステムである。
貨車には、機関車から切り離され空気源が絶たれた状態で留置中の転動防止のため、1両ごとに留置ブレーキとして手ブレーキや側ブレーキが設けられており、人力で緊締・解除を行う。緊解の状態の確認は貨車個々に目視で行う必要があり、時間と労力を要し、従前は確認もれを検知するバックアップもなかった。手ブレーキ検知システムは、各貨車のIoT機器から伝送された手ブレーキのデータを、IT-FRENSやPRANETS等のシステムとの連携により、貨物列車ごとのデータとし、駅や機関車運転台のモニターに手ブレーキの状態を表示する他、手ブレーキを解除していない車両を含んだままで列車が発車しようとするとモニター画面に警告を表示する。
システムは、KDDIの協力を得てJR貨物とJR東日本コンサルタンツが共同で開発した。機器は2022年度（令和4年度）までにJR貨物が運用するコンテナ車約7,200両への取り付けを完了し、2024年（令和6年）3月からシステムの運用を開始した。2024年度（令和6年度）からは、コンテナ車以外の貨車への展開を検討することとしている。

### 車両管理システム
車両管理システムは、従来、おもに紙媒体を用いて行われていた鉄道車両等の検査データの記録・管理を電子データ化し、管理の一元化を行うことで、検修データ・履歴の把握・共有の容易化、転記・集約作業の削減、検修計画作成・管理の自動化等による効率化を図る他、システムによるチェックを加えることで、検査や作業の誤りを防ぎ、一定の水準を維持した適正な検修実施を担保することを目的に開発されたシステムである。
システムは富士通と共同開発し、2018年（平成30年）10月から機関車・貨車等を対象に運用を開始した。2021年（令和3年）6月からは管理の対象をフォークリフト等の荷役機械にも拡大した。2024年（令和6年）3月からは、富士通との共同により、このシステムの他の鉄道事業者向けの導入展開も進めている。
2025年（令和7年）には、前年に発覚した輪軸組立作業時の記録書き換え事案に対する再発防止策としてシステムの改修が行われ、車輪圧入力値等をシステムに記録し、管理者による確認を必須とするよう2月までに改める他、輪軸組立作業以外の非破壊検査や車軸軸受・台車組立作業についても、新たに制定される検査基準に基づき、システムにより検査データを記録・管理する体系を2024年度内（令和6年度内）に構築するものとした。

### 保全管理システム
JR貨物が保有する駅や貨物線等の線路や電力・電気通信設備、土木工作物、建築物、機械設備等の維持・保全管理について、データの記録・管理を紙媒体から電子データ化し、管理の一元化を行うシステムである。検査データ・履歴の把握・共有の容易化、転記・集約作業の削減、保全計画作成・管理の自動化等による効率化や、チェック機能による検査漏れ防止等を目的としている。後述の社内ITインフラシステム整備により職員ごとに配備されたモバイル端末やスマートフォンからも使用することができる。

### 社内ITインフラシステム
2010年代に運用していた社内ITインフラシステムのサーバー・OSのサポート終了（2020年（令和4年）1月）を契機に、業務効率の向上・経営基盤強化や働き方改革への対応等を図り、モバイルICTを活用した新たな社内ITインフラシステムを構築することとした。
新たなシステムにおいては、固定電話・有線回線は一部を除いて廃止し、従来の有線回線を使用するノートPCに代わり、職員全員に対して1人につきモバイル端末（タブレット）1台とスマートフォン1台を配備するものとした。モバイル端末・スマートフォンは、2018年度（平成30年度）までに本社・関東支社・東北支社の非現業部門の職員に、2020年（令和2年）2月までにそれ以外の各支社非現業部門職員と各現業機関の助役以上の職員に、2022年（令和4年）9月までに各現業機関の職員に、それぞれ配備を完了した。配備を受けた職員は任意の就業場所において社内オンラインシステムにアクセスすることが可能となり、新型コロナウィルス感染症対策としての在宅勤務やWeb会議等が円滑に実施でき、現業機関においては、運転士の規程類携帯義務について紙媒体の規程集・マニュアルの携行が不要となり負担が軽減される、各種業務システムへの活用が可能となり事務所に戻らず現場で業務を行える等の効果が発揮された。
この移行により、通信手段は移動端末に一本化し、非現業部門（本社・支社・支店）の固定電話は2021年度（令和3年度）までに廃止した。

## 関係会社
（）内の数値はJR貨物による出資比率。
臨海鉄道
JR貨物と、沿線自治体の共同出資で設立された第三セクター鉄道を指す。
- 八戸臨海鉄道（38.6%）
- 仙台臨海鉄道（33.3%）
- 秋田臨海鉄道 - 2023年5月解散、翌1月法人格消滅
- 福島臨海鉄道（45.4%）
- 鹿島臨海鉄道（37.5%）
- 京葉臨海鉄道（34.8%）
- 神奈川臨海鉄道（39.5%）
- 名古屋臨海鉄道（46.9%）
- 衣浦臨海鉄道（39.3%）
- 水島臨海鉄道（35.3%）

倉庫業
- JR貨物ロジ・ソリューションズ（旧・日本運輸倉庫）（100%）
  - 大阪鉄道倉庫 - 日本運輸倉庫に吸収合併
  - 飯田町紙流通センター - 日本運輸倉庫に吸収合併

- 北海道農産品ターミナル
- 日本オイルターミナル（58.1%）
- 関西化成品輸送（50.0%）
- セメントターミナル（50.0%）

鉄道利用運送事業
- 日本フレートライナー（94.0%）
- 全国通運（50.0%）

鉄道業務受託事業
- ジェイアール貨物・北海道物流
- ジェイアール貨物・東北ロジスティクス
- ジェイアール貨物・北関東ロジスティクス
- ジェイアール貨物・南関東ロジスティクス
- ジェイアール貨物・新潟ロジスティクス
- ジェイアール貨物・信州ロジスティクス
- ジェイアール貨物・東海ロジスティクス
- ジェイアール貨物・北陸ロジスティクス
- ジェイアール貨物・西日本ロジスティクス
- ジェイアール貨物・中国ロジスティクス
- ジェイアール貨物・九州ロジスティクス

関連事業
- ジェイアールエフ商事
- ジェイアール貨物・不動産開発
  - 東京貨物開発 - ジェイアール貨物・不動産開発に吸収合併

- 北九州貨物鉄道施設保有（49.0%）
- 運送保証協会

その他出資会社
グループ会社ではないが、JR貨物が出資している。
- 青い森鉄道
- 名古屋臨海高速鉄道
- 肥薩おれんじ鉄道
- 東京液体化成品センター

## 提供番組
- JR貨物 presents Sound of Train：エフエム北海道（AIR-G'）
- サンデープロジェクト：テレビ朝日・ABC共同制作
- THE・サンデー+30：日本テレビ